# Locmalo
Ne pas confondre avec le hameau de Locmalo en Riantec.
Locmalo [lɔkmalo] est une commune française située dans le département du Morbihan, en région Bretagne.
En 2016, la commune a obtenu le Label "Communes du Patrimoine Rural de Bretagne" pour la richesse de son patrimoine architectural et paysager.

## Géographie

### Localisation
|                              | Séglien  |       |
| Guémené-sur-Scorff, Ploërdut | Locmalo  | Guern |
|                              | Persquen |       |

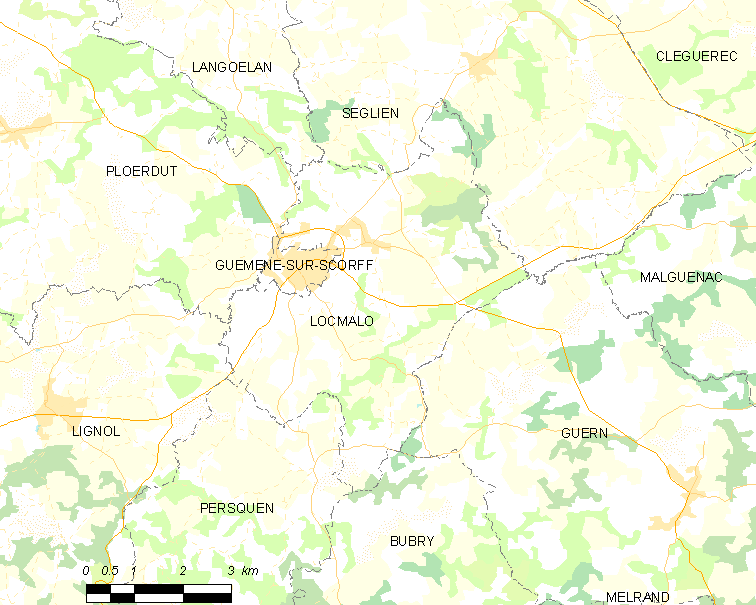
Carte de Locmalo et des communes avoisinantes.

La commune de Locmalo s'étend sur 2 391 hectares et encercle presque entièrement la commune voisine de Guémené-sur-Scorff. Elle appartient par ses traditions au Pays Pourleth et à la Basse Bretagne. Le bourg de Locmalo se trouve à vol d'oiseau à 16 km à l'ouest de la ville de Pontivy, à 38 km au nord de Lorient et à 56 km au nord-ouest de Vannes.

### Relief et hydrographie
La commune est vallonnée. L'habitat est dispersé en de nombreux hameaux. La commune possède plusieurs espaces boisés dont le bois de la Ménoray à l'est.
| - Carte topographique de la commune de Locmalo. |

Le relief, l'hydrographie et la géologie de la région ont été décrits en détail dans un ouvrage publié en 1927
.
La commune est bordée à l'ouest par le Scorff dont le cours matérialise la limite avec Ploërdut et à l'est par la Sarre dont le cours matérialise la limite avec Séglien. La commune est traversée par le ruisseau du Chapelain, un affluent du Scorff long de 11,1 km, qui prend sa source au nord du territoire près du village de Quenven.

### Hydrographie
Pour un article plus général, voir Réseau hydrographique du Morbihan.
La commune est située dans le bassin Loire-Bretagne. Elle est drainée par le Scorff, la Sarre, le ruisseau du Chapelain, le ruisseau de Goah Mout, le ruisseau de Lanhouellic, le ruisseau Colin, le ruisseau de Stanguen, le ruisseau du Moulin du pont houarn et divers autres petits cours d'eau,.
Le Scorff, d'une longueur de 79 km, prend sa source dans la commune de Ploërdut et se jette  dans le Blavet en limite de Lorient et de Lanester, après avoir traversé 18 communes. 
La Sarre, d'une longueur de 35 km, prend sa source dans la commune de Lescouët-Gouarec et se jette  dans le Blavet à Pluméliau-Bieuzy, après avoir traversé neuf communes. 
Le Chapelain, d'une longueur de 11 km, prend sa source dans la commune  et se jette  dans le Scorff à Lignol. 

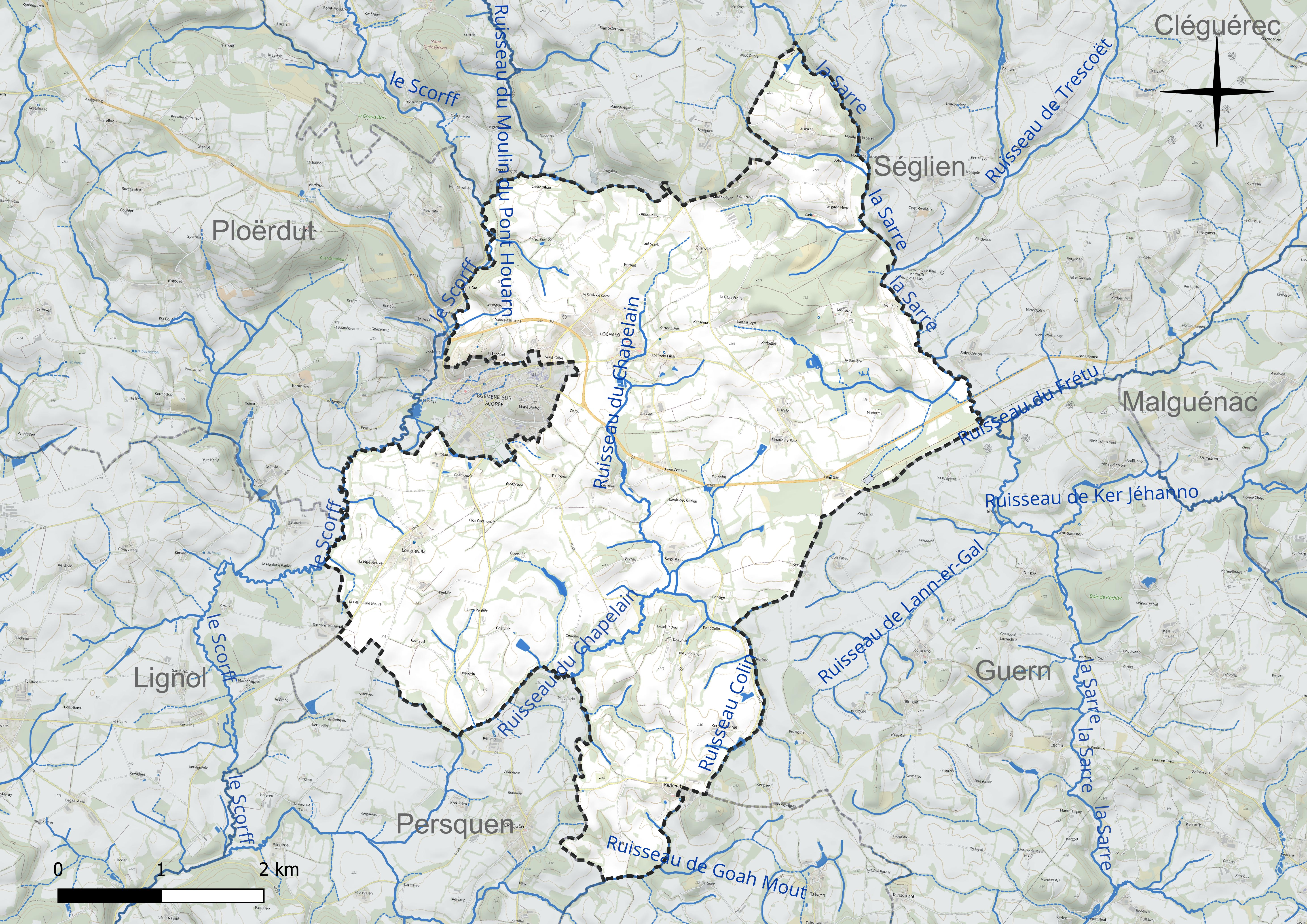
Réseau hydrographique de Locmalo.

### Climat
Pour des articles plus généraux, voir Climat de la Bretagne et Climat du Morbihan.
En 2010, le climat de la commune est de type climat océanique franc, selon une étude du CNRS s'appuyant sur une série de données couvrant la période 1971-2000. En 2020, Météo-France publie une typologie des climats de la France métropolitaine dans laquelle la commune est exposée à un climat océanique et est dans une zone de transition entre les régions climatiques « Finistère nord » et « Bretagne orientale et méridionale, Pays nantais, Vendée ». Parallèlement l'observatoire de l'environnement en Bretagne publie en 2020 un zonage climatique de la région Bretagne, s'appuyant sur des données de Météo-France de 2009. La commune est, selon ce zonage, dans la zone « Intérieur », exposée à un climat médian, à dominante océanique.
Pour la période 1971-2000, la température annuelle moyenne est de 11 °C, avec une amplitude thermique annuelle de 12 °C. Le cumul annuel moyen de précipitations est de 1 040 mm, avec 15 jours de précipitations en janvier et 8,2 jours en juillet. Pour la période 1991-2020, la température moyenne annuelle observée sur la station météorologique la plus proche, située sur la commune de Plouay à 21 km à vol d'oiseau, est de 11,8 °C et le cumul annuel moyen de précipitations est de 1 149,0 mm,. Pour l'avenir, les paramètres climatiques de la commune estimés pour 2050 selon différents scénarios d’émission de gaz à effet de serre sont consultables sur un site dédié publié par Météo-France en novembre 2022.

## Urbanisme

### Typologie
Au 1er janvier 2024, Locmalo est catégorisée commune rurale à habitat dispersé, selon la nouvelle grille communale de densité à sept niveaux définie par l'Insee en 2022.
Elle est située hors unité urbaine et hors attraction des villes,.

### Occupation des sols

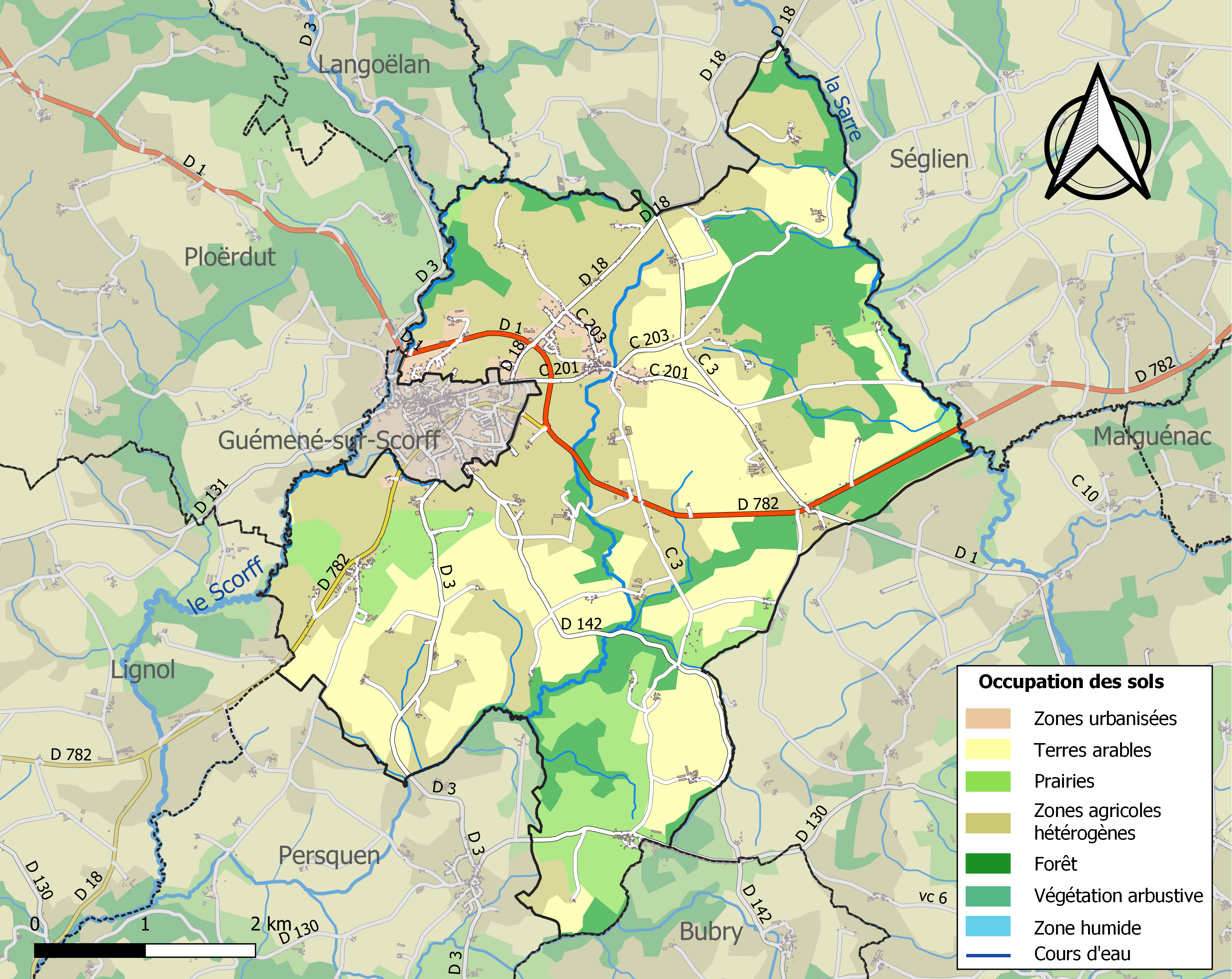
Carte des infrastructures et de l'occupation des sols de la commune en 2018 (CLC).

Le tableau ci-dessous présente l' occupation des sols de la commune en 2018, telle qu'elle ressort de la base de données européenne d’occupation biophysique des sols Corine Land Cover (CLC).
| Type d’occupation                                                                   | Pourcentage | Superficie (en hectares) |
| ----------------------------------------------------------------------------------- | ----------- | ------------------------ |
| Tissu urbain discontinu                                                             | 3,0 %       | 73                       |
| Terres arables hors périmètres d'irrigation                                         | 31,0 %      | 751                      |
| Prairies et autres surfaces toujours en herbe                                       | 11,2 %      | 271                      |
| Systèmes culturaux et parcellaires complexes                                        | 35,9 %      | 868                      |
| Surfaces essentiellement agricoles interrompues par des espaces naturels importants | 0,6 %       | 15                       |
| Forêts de feuillus                                                                  | 9,0 %       | 217                      |
| Forêts de conifères                                                                 | 1,6 %       | 38                       |
| Forêts mélangées                                                                    | 7,7 %       | 186                      |
| Source : Corine Land Cover                                                          |             |                          |

### Morphologie urbaine
L'habitat est dispersé. Le bourg de Locmalo constitue l'agglomération principale. Outre le bourg, on dénombre 67 lieux-dits ou écarts. Il s'agit le plus souvent de simples hameaux constitués de 2 ou 3 maisons.

## Toponymie
Locmalo associe le breton loc servant à désigner un lieu saint au nom d'un des sept saints fondateurs de la Bretagne, saint Malo.
Au Xe siècle, en plein paroxysme des invasions des Vikings, un peuple d'Aleth, christianisé par un clerc venant du Pays de Galles du nom de Maclou ou Malo qui a donné son nom à six communes en Bretagne ainsi qu’une quarantaine de lieux-dits) aurait choisi de s'installer sur ce territoire, donnant naissance à la paroisse de Locmalo et plus généralement au Pays Pourlet.
Le nom breton de la commune est Lokmac'hloù, prononcé [lɔmaˈhlɔw] (Lohmalou). En effet, en breton le 'k ne se prononce jamais devant le « m ». De même Locmaria se dit Lomaria.[réf. souhaitée]

## Histoire

### Néolithique
Aucun monument mégalithique n'est signalé sur le territoire actuel de la commune de Locmalo par le chanoine Joseph-Marie Le Mené à la fin du XIXe siècle.

### Antiquité
La voie romaine reliant Darioritum à Vorgium en passant par Castennec traversait le territoire actuel de la commune. Elle passait par les villages de Lann Sarre, de Rescaly et de Quenven. Cette route était protégée par trois camps, situés, l'un à l'est de Kerballec (Coët-Caro), de forme quadrilatérale, l'autre au nord de Lesmaec (Lez-Maëc) de forme carrée à angles arrondis, et le troisième au sud du bourg, presque éffacé.

### Moyen-Âge
Locmalo est une paroisse très ancienne (issue, semble-t-il, du démembrement de l'ancienne paroisse de l'Armorique primitive de Plousquen, aujourd'hui disparue) puisqu'autrefois Guémené (aujourd'hui Guémené-sur-Scorff) en était une trève. L'église de Locmalo tomba en ruine en 1418 et fut rebâti à neuf par Charles de Rohan, seigneur de Guéméné, qui la fit dédier à sainte Christine. Ce seigneur fit encore bâtir dans la paroisse une chapelle qu'il dédia à la sainte Vierge et à sainte Catherine.
Plusieurs seigneuries existaient dans la paroisse : celles de Menauray, de Penhaër, de Coatenic, de Sainte-Christine, de Toulbodo, de Locmaria-Longueville : c'était des arrières-fiefs de la seigneurie de Guémené ; elles ont été décrites par Louis Galles.
Un seigneur du pays de Locmalo, Jean de Toulbodou, chassait dans la vallée de l'Ellé lorsqu'éclata un orage épouvantable. Un rocher, roulant sur la pente, menaçait de l'écraser. Il fit alors le vœu, s'il s'en sortait vivant, de faire bâtir une chapelle en l'honneur de sainte Barbe : c'est l'origine de la Chapelle Sainte-Barbe du Faouët.

### Temps modernes
Le nom du village de Kergann-Meur signifie en breton "le village de la grande bataille" ; il garde donc le souvenir toponymique d'un combat dont l'histoire a perdu le souvenir. Kergann-Meur faisait partie de la trève de Saint-Eugène, qui était aussi dédiée à saint Diboen et à saint Urlo. Le pardon de Saint-Eugène se tenait le samedi, le dimanche et le lundi de Pentecôte, mais fut déplacé au dimanche précédant l'Ascension lorsque le seigneur de Pont-Callec fit construire en 1865 en Berné la chapelle de Sainte-Anne-des-Bois en reconnaissance de la grâce qui lui fut accordée d'avoir un héritier et fixa à la Pentecôte la date de son pardon.

#### Les démêlés entre Guémené et Locmalo
Depuis l'érection par Marie de Rohan, veuve de Louis IV de Rohan-Guémené, en 1529 de la collégiale Notre-Dame de la Fosse, la trève de Guémené se trouvait en porte-à-faux par rapport à Locmalo : Guémené possédait, grâce à sa collégiale et à son chapitre, presque tous les éléments constitutifs d'une paroisse ; de plus, étant le siège de la principauté, Guémené connaissait une expansion et prenait une importance que Locmalo ne pouvait ambitionner. Toutefois jusqu'en 1790 un compromis fut trouvé : le doyen de la collégiale était en même temps recteur de Locmalo, même si chacune des deux localités avait son général.
En janvier 1790 Guémené devient une commune indépendante et même le chef-lieu d'un canton qui comprend aussi les communes de Locmalo, Persquen, Séglien et Silfiac. Locmalo, devenue commune subbalterne par rapport à Guémené, souffre amèrement de cette déchéance. Des querelles éclatent, notamment à propos du lieu d'enterrement des morts ; depuis 1779, année d'une épidémie qui avait fait de nombreux morts à Guémené, les décédés étaient, en raison de la petitesse du cimetière de Guémené, inhumés à Locmalo ; mais le 17 avril 1791 il est décidé par M. de Lauzun que les morts de Guémené seraient à nouveau inhumés dans la ville, qui a édifié un nouveau cimetière, ce qui entraîne des protestations des commerçants de Locmalo.

#### Locmalo décrit en 1778

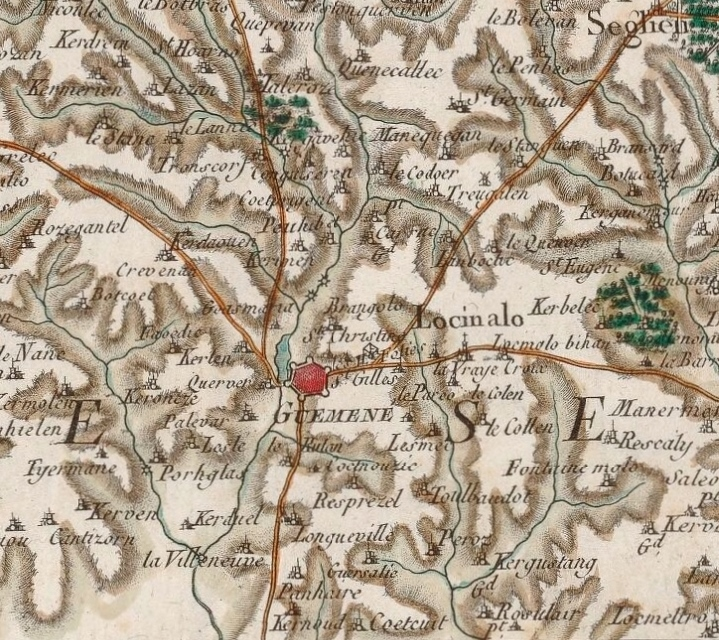
Carte de Cassini de Guémené et de ses environs, dont Locmalo (1787).

Jean-Baptiste Ogée décrit ainsi Locmalo en 1778 :

« Locmalo-Guémené ; prè de la route de Pontivi (Pontivy) à Guémené ; à 11lieues trois quarts au Nord-Ouest de Vannes, son évêché ; à 23 lieues de Rennes ; et à un tiers de lieue de Guémené, sa subdélégation. Cette paroisse ressortit au Siège royal d'Hennebon (Hennebont) et compte 1 800 communiants ; la cure est unie au Doyenné du Chapitre de Guémené, et présentée par M. le Prince de Guémené, qui est le seigneur du lieu. Cette paroisse est très ancienne puisque jadis Guémené en était trève.
(...) Ce territoire renferme des terres labourables, des prairies et des landes. »

### Révolution française
Le 28 août 1792 les prêtres de Locmalo et Guémené (Joseph Le Gruyer de Kervauduc, recteur de Locmalo et de la ville de Guémené ainsi que doyen ; Auguste Le Briz, chanoine de la ci-devant collégiale ; et 6 autres), menacés d'arrestation (ils ont refusé de prêter serment à la Constitution civile du clergé et sont donc prêtres réfractaires prennent la fuite et émigrent, à l'exception de Le Gruyer de Kervauduc, trop âgé (il est en poste depuis le 26 mars 1745) qui est emprisonné à Vannes où il meurt le 11 février 1793, âgé de 78 ans.

### LeXIXesiècle

#### Locmalo dans la première moitié duXIXesiècle
A. Marteville et P. Varin décrivent ainsi Locmalo en 1843 :

« Locmalo : commune formée de l'ancienne paroisse de ce nom ; aujourd'hui succursale. Géologie : constitution granitique. On parle le breton. »

#### Locmalo dans la seconde moitié duXIXesiècle
Une épidémie de rougeole fait 18 morts à Locmalo en 1866-1867.
Les pressions sur les électeurs étaient fortes, par exemple lors des élections législatives d'octobre 1878, qui virent la victoire d'Albert de Mun dans la circonscription de Pontivy, comme en témoigne le maire de Locmalo : « J'ai été, comme tous les maires de l'arrondissement, convoqué à la réunion qui a eu lieu à la sous-préfecture de Pontivy (...). Le préfet nous a tenu un discours dans lequel il nous a dit que nous traversions un moment difficile, que le gouvernement avait à combattre la révolution, qu'il fallait voter pour le candidat choisi par le maréchal de Mac-Mahon (...). Me conformant à ces instructions, j'ai, les deux dimanches 7 et 14 octobre, annoncé au pied de la croix, que M. de Mun était le seul choisi par le gouvernement, et qu'il ne fallait pas s'abstenir de voter ».
En 1894, le maire de Locmalo et sa maison sont décrits par le journal Le Figaro : « Dans sa ferme presque personne ne comprenait le français (...). Ses sabots pleins de terre alourdissaient sa démarche (...).Il m'invite à venir goûter un verre de cidre (...) et me voici dans la maison de M. Louis Héléec [en fait Louis Hellec], maire de Locmalo. Une grande pièce sombre, aux solives noircies, où je remarque cinq lits, dont trois en forme de bahuts [ lits clos ], deux belles armoires bretonnes, une horloge à balancier avec personnages articulés ; au fond, dans la grande cheminée, la soupe bout sur un feu clair
.

#### Rapports entre le clergé et les paroissiens
Le doyenné de Locmalo et la mentalité de ses habitants ont été décrits par Jérôme Buléon en 1906.

Les rapports entre le clergé et les paroissiens furent conflictuels au XVIIIe siècle et au XIXe siècle. Les habitants de Locmalo avaient la fâcheuse habitude de s'adonner à la danse et à la musique auprès des églises et des chapelles les jours de pardon. Le recteur de Locmalo, Messire Joseph Le Gruyer, porta plainte en mai 1780. Au greffier de la juridiction de la principauté de Guémené il expliqua ses griefs : 

« au mépris des arrêts et règlements de la cour qui défendent les danses publiques près les chapelles le jour des pardons ou assemblées, notamment pendant l'office divin, dimanche dernier le 7 mai, jour du pardon de Locmalo, le Saint Sacrement étant exposé sur l'autel de l'église paroissiale, il y eut tout le jour des binnieux et danses publiques et tumultueuses à la porte de l'église. »

En 1827, l'abbé Le Diot fut nommé à Locmalo et il fit la guerre aux danses le dimanche où elles étaient en usage au moment de son arrivée. Jérôme Buléon écrit que comme les danses étaient interdites par le clergé dans l'évêché de Cornouaille, on se donnait rendez-vous à quelques lieues de la frontière, à Guémené ou ses environs, pour y danser impunément.
Au début du XXe siècle, les locmalois n'avaient toujours pas abandonné leur fâcheuse habitude, puisqu'un arrêté municipal fit interdire la danse le jour du pardon, à Locmalo, au grand mécontentement des aubergistes. Interdite au bourg, la danse se déplaça à la croix de Saint-Gilles.

### XXesiècle

#### La Belle Époque

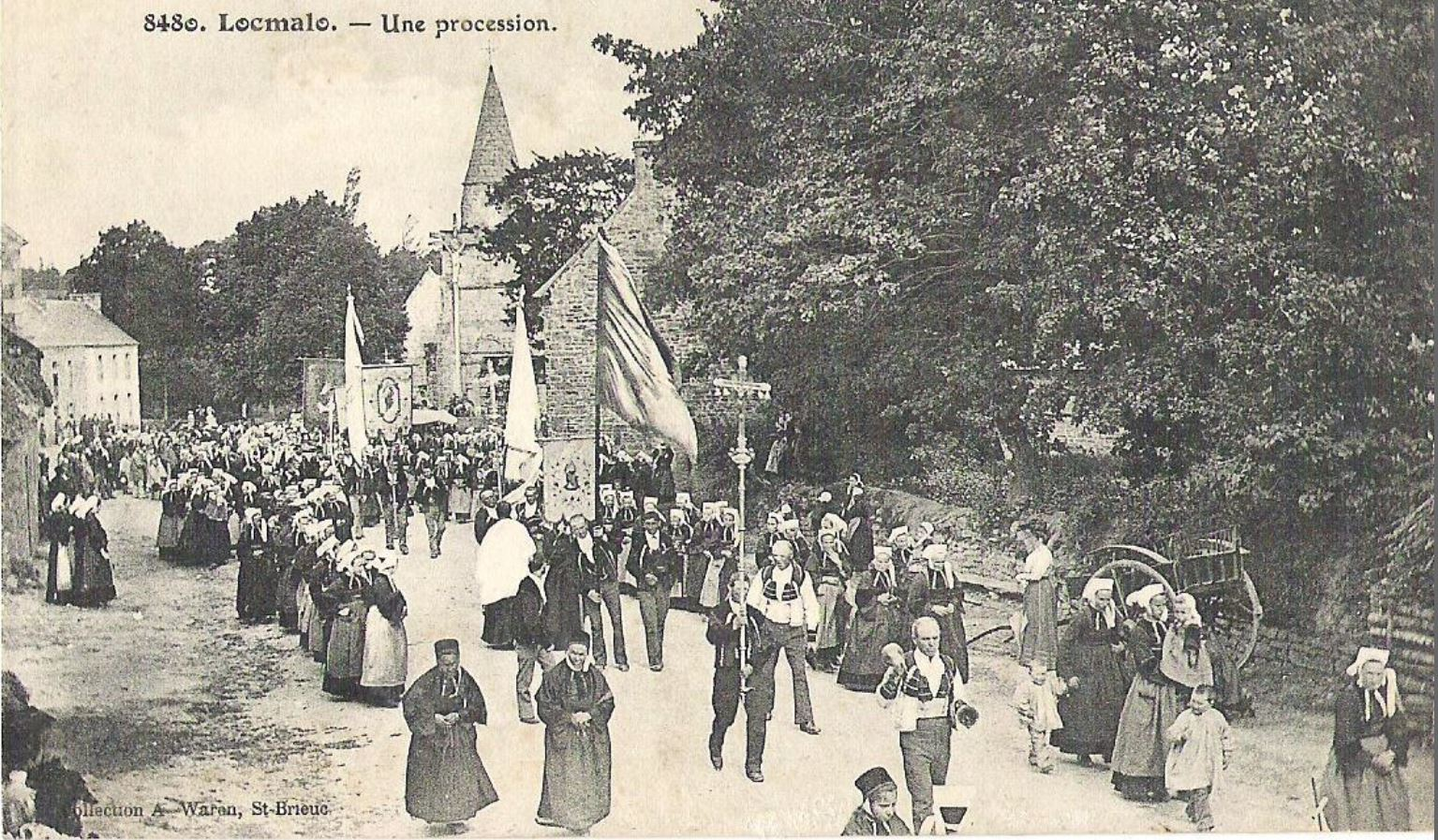
Une procession dans le bourg de Locmalo vers 1900 (carte postale A. Waron).
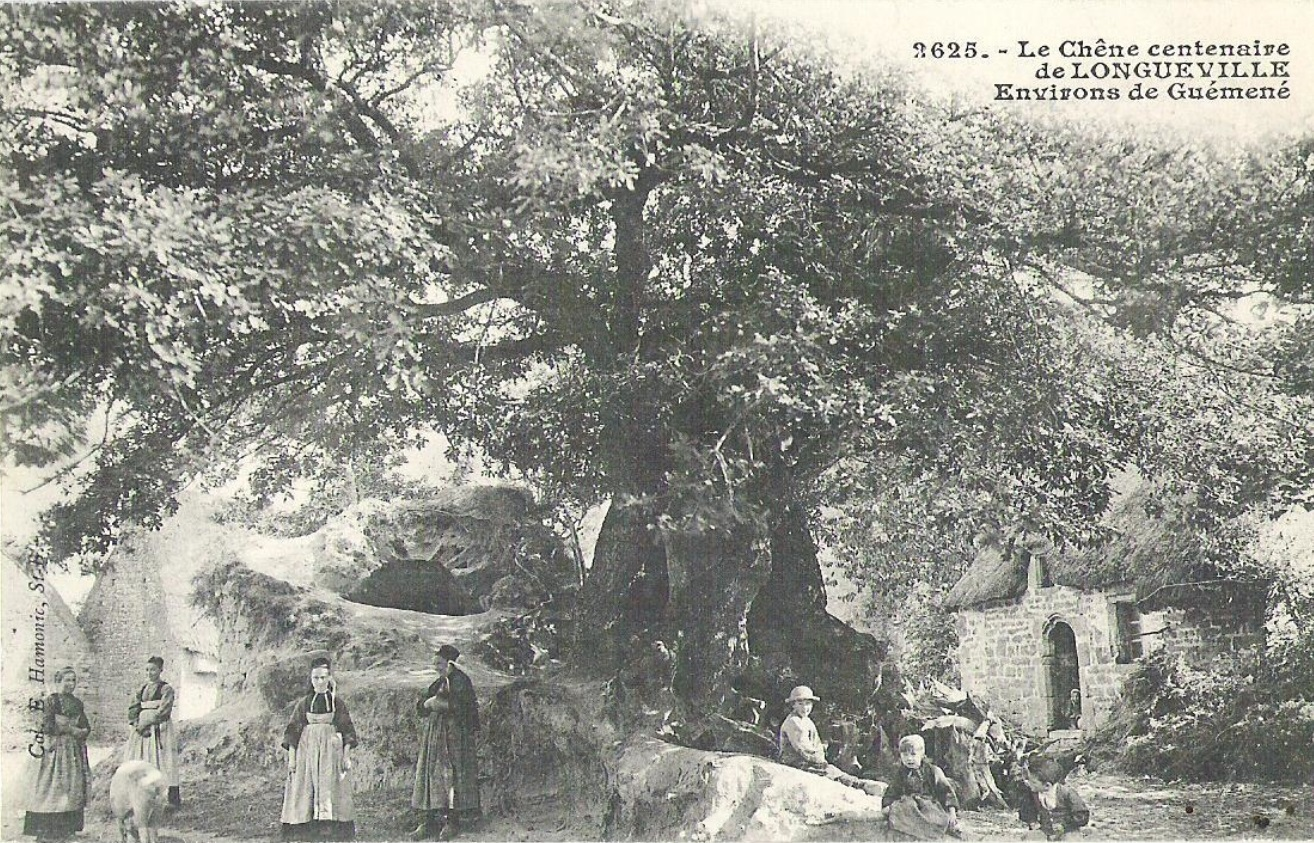
Villageois posant près du chêne centenaire de Longueville. Les femmes portent le costume du Pays Pourlet (carte postale Émile Hamonic).
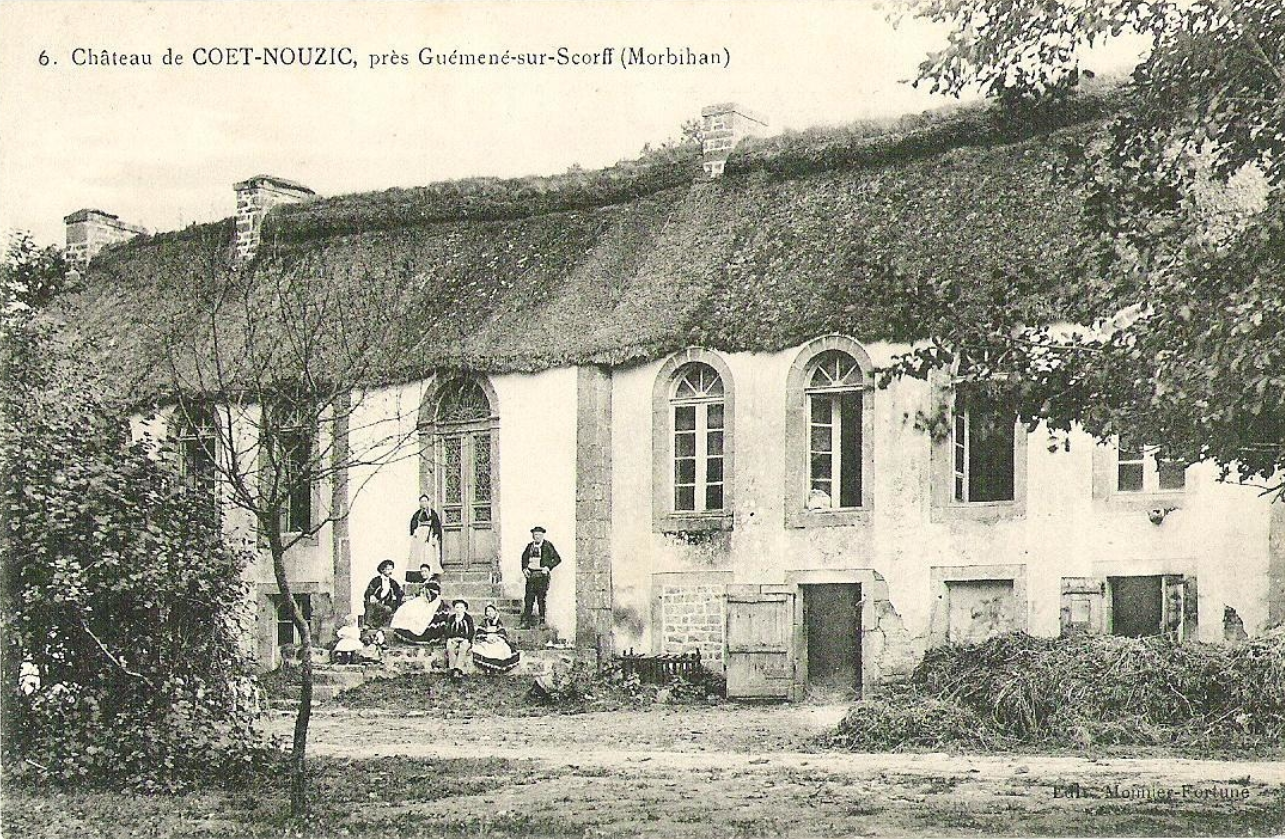
Le château de Couët-Nouzic vers 1900.

La tentative d'inventaire des biens d'église effectuée le 8 mars 1906 à Locmalo échoua : « Le percepteur de Guémené escorté de gendarmes n'a pas même pu arriver jusqu'à l'église. La population massée dans le cimetière barrant toutes les issues, a sifflé et conspué l'agent qui a été reconduit sur la route de Guémené sous les huées des habitants. Un œuf s'est aplati sur un gendarme ».
En 1906 la gare de la ligne ferroviaire à voie métrique des Chemins de fer du Morbihan allant de Pontivy à Meslan, initialement dénommée "Guern" prend le nom de "Guern-Locmalo". Cette ligne ferroviaire ferma en 1939.
En 1913 le maire de Locmalo « affirme que la multiplication des débits [de boissons] est la cause exclusive de la pauvreté et des misères de la population ».

#### La Première Guerre mondiale
Le monument aux morts de Locmalo porte les noms de 60 soldats morts pour la France pendant la Première Guerre mondiale ; parmi eux Pierre Boursicot a été tué à l'ennemi dès le 22 août 1914 à Maissin (Belgique) et François Le Moouëllic est mort de maladie le 16 décembre 1918, donc après l'armistice, dans l'actuelle Macédoine du Nord ; tous les autres sont morts sur le sol français, dont Pierre Le Bras, mort des suites de ses blessures le 19 septembre 1914 à Craonne (Aisne), décoré de la Médaille militaire et de la Croix de guerre et François Le Gac, tué à l'ennemi le 10 juin 1918 à Antheuil-Portes (Oise), décoré de la Légion d'honneur et de la Croix de guerre.

#### L'Entre-deux-guerres

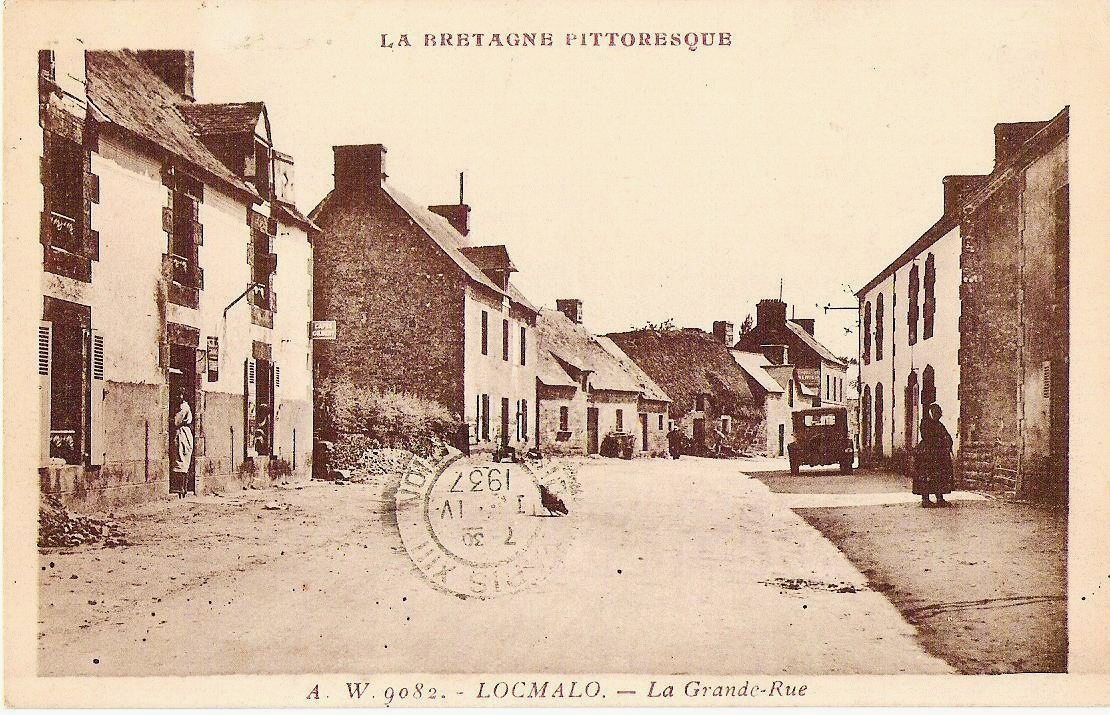
Locmalo : la Grande Rue vers 1930 (carte postale A. Waron).

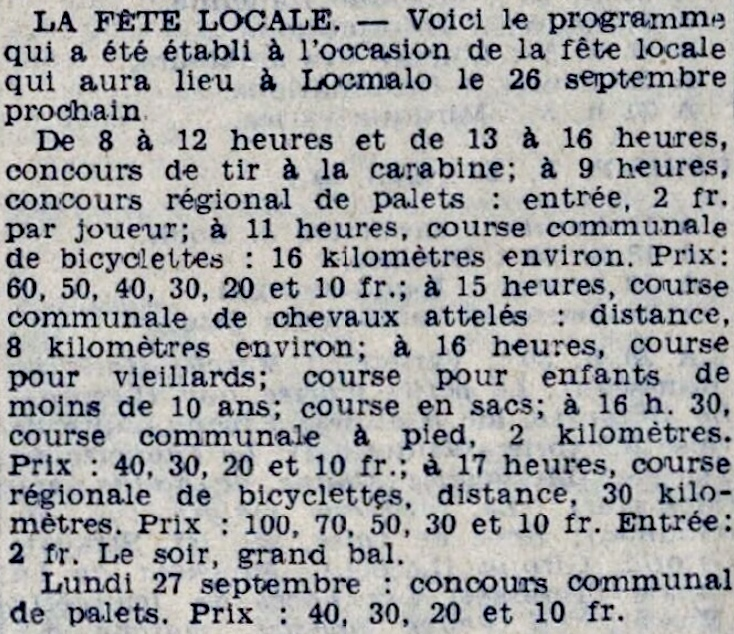
Locmalo : le programme de la fête locale du 26 septembre 1937 (journal La Dépêche de Brest et de l'Ouest).

Le pardon de saint Malo était célébré chaque année dans l'église paroissiale : celui du 1er juin 1919 est évoqué dans un article publié en juillet 1919.
Début avril 1921 un incendie détruisit entièrement une ferme, ainsi que ses récoltes et ses pailles ; « le sinistre parait causé par le contact de la cheminée et de la toiture de chaume ».
Le monument aux morts de Locmalo, construit selon les plans de François Le Guignio, entrepreneur à Gouarec, est inauguré le 14 juin 1925. Il a la forme d'un obélisque, orné d'une couronne de lauriers et d'une palme, reposant sur un socle et est entouré d'une grille.
La translation du cimetière de Locmalo, qui était jusque-là dans l'enclos paroissial, est décidée en 1932.

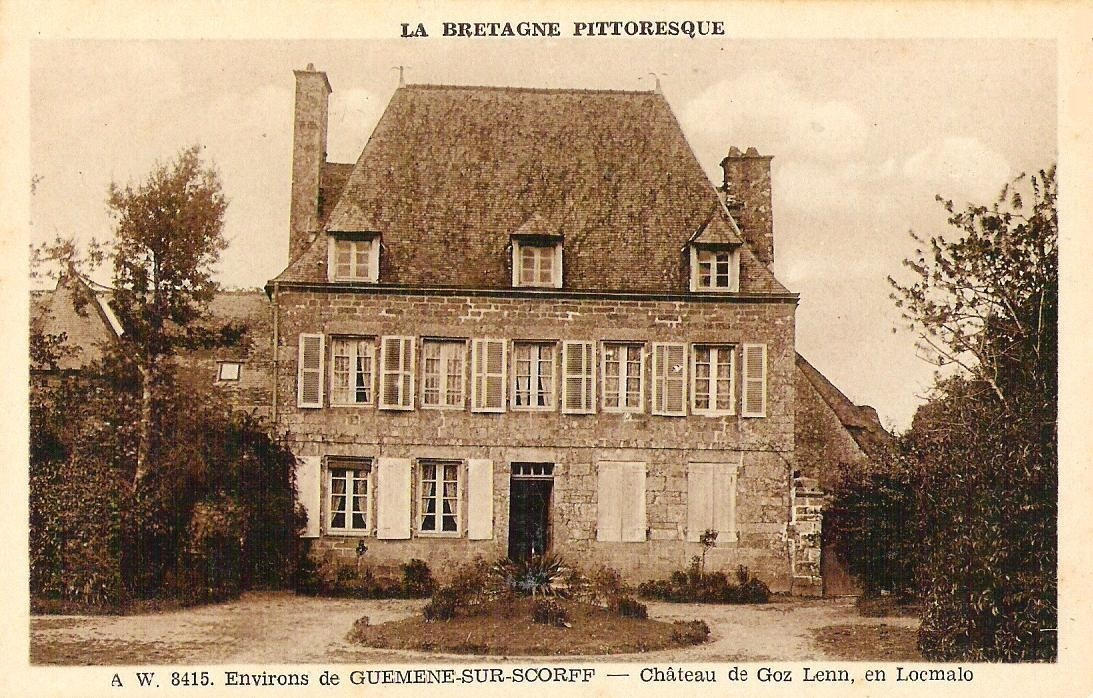
Locmalo : le château de Goz Lenn (Coz Lenn) vers 1930 (carte postale A. Waron).
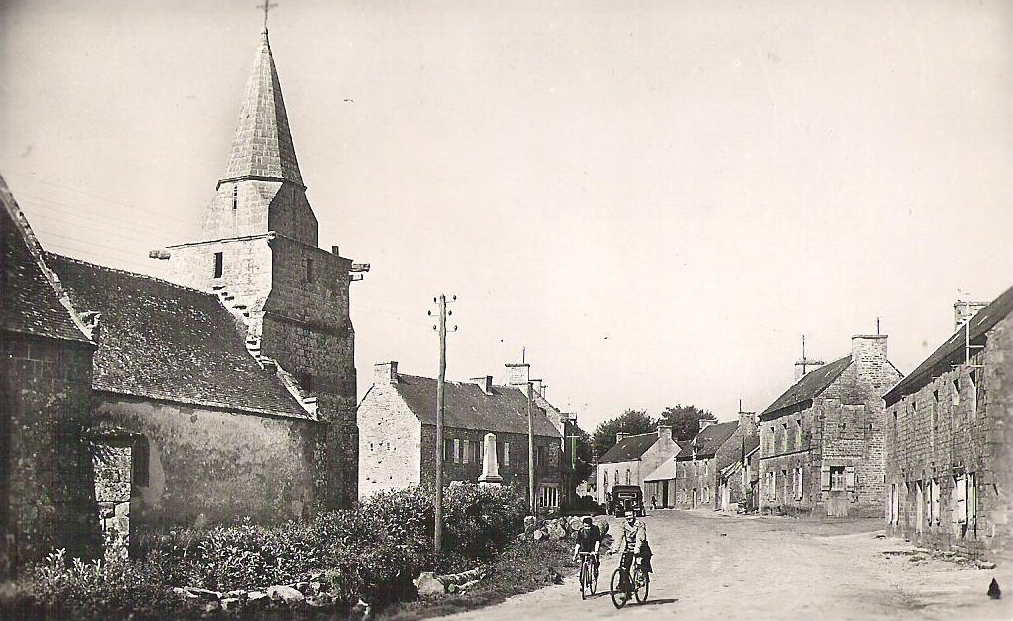
Locmalo : la rue principale du bourg en 1937.

#### La Seconde Guerre mondiale
Le monument aux morts de Locmalo porte les noms de 13 personnes mortes pour la France pendant la Seconde Guerre mondiale ; parmi ces vistimes, des soldats morts lors de la Bataille de France au printemps 1940 (par exemple Joseph Le Pabic, B. M. Le Couze et Julien Le Datec) ; Louis Kervazo, marin, est mort en mer le 22 juin 1940 lors du naufrage de la corvette La Bastiaise à l'embouchure de la Tees ; des victimes civiles (par exemple Marie Le Lamer) ; un résistant, Louis Marie Le Bouëdec, sous-lieutenant FFI, tué à l'ennemi le 8 juin 1944 à Bohal (Morbihan) dans le cadre des combats du maquis de Saint-Marcel, décoré de la Légion d'h'onneur et de la Croix de guerre.

### LeXXIesiècle

#### Le nouvel hôpital
Le nouvel hôpital de Guémené-sur-Scorff a été inauguré le 28 juin 2023. L'ancien hôpital Alfred-Brard, qui avait ouvert en 1927 (son plan imite le château de Cheverny), a déménagé dans des nouveaux bâtiments construits dans la commune voisine de Locmalo. Le projet a été lancé en 2011 et a coûté plus de 25 millions d'euros. Le nouvel hôpital offre des services tels que les soins de suite, la médecine générale, les soins palliatifs et un Ehpad.

## Politique et administration

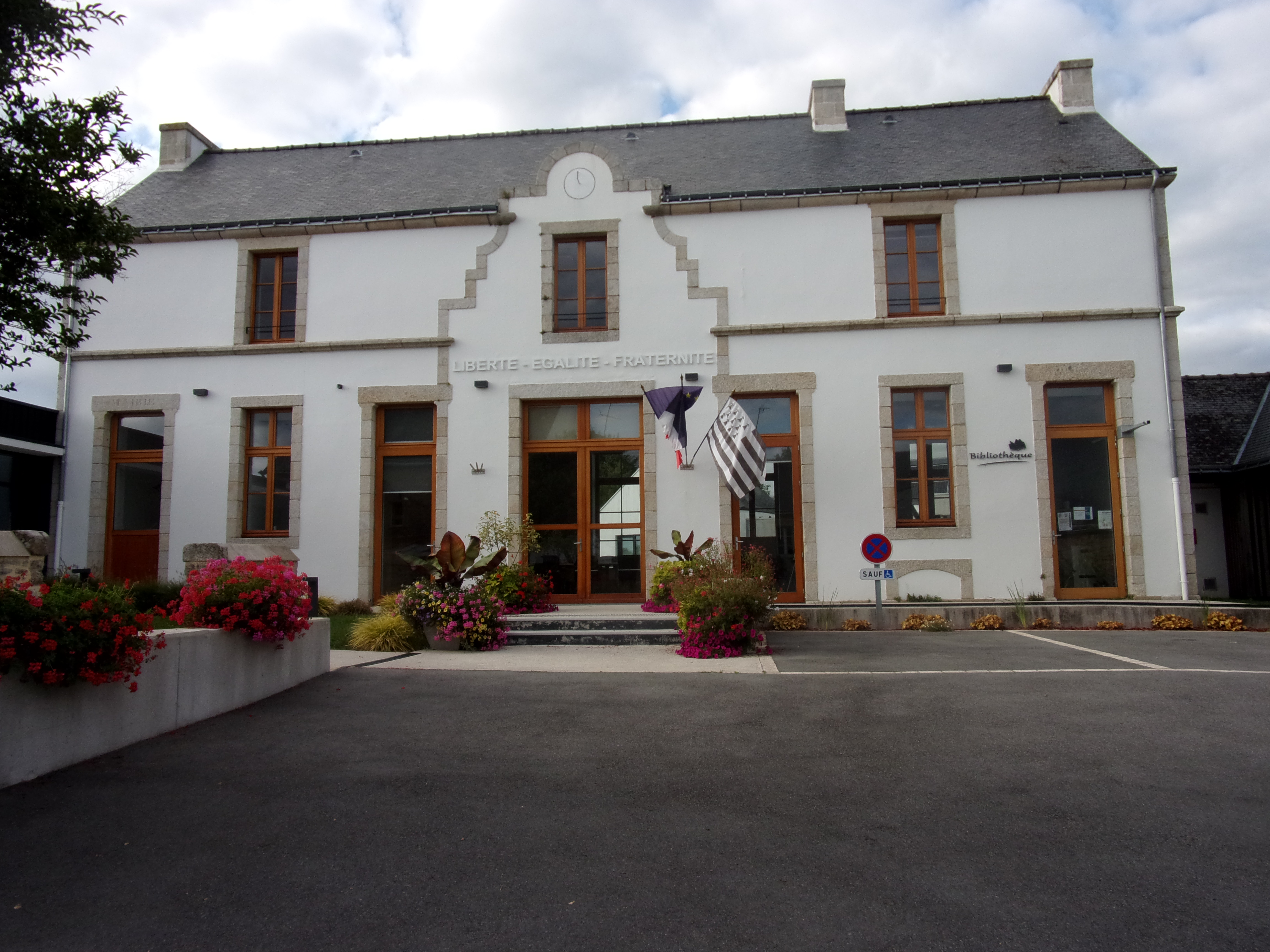
La mairie.

| Période                                  | Période    | Identité             | Étiquette            | Qualité |
| ---------------------------------------- | ---------- | -------------------- | -------------------- | --- |
| avant 1805                               | 1806       | Jean Tronscorff      |                      | Cultivateur. |
| 1806                                     | 1817       | François de Launay   |                      | Écuyer. |
| 1817                                     | 1818       | Pierre Bourdonnay    |                      | Capitaine au 53e régiment de ligne. Chevalier de l'Ordre royal et militaire de Saint-Louis.                      |
| 1819                                     | 1836       | Jacques Le Bozec     |                      | Cultivateur. |
| 1836                                     | 1857       | Jean Marie Collet    |                      | Propriétaire terrien. Cultivateur.                                                                               |
| 1858                                     | 1868       | Louis Le Fur         |                      | Cultivateur. |
| 1868                                     | 1888       | Joseph Marie Hellec  |                      | Cultivateur. |
| 1888                                     | 1894       | Louis Hellec         |                      | Cultivateur. |
| 1894                                     | après 1901 | Julien Le Mélédo     |                      | |
|                                          |            |                      |                      | |
| 1912                                     |            | Le Moual             |                      | |
| avant 1920                               | après 1920 | Perron               |                      | |
| avant 1925                               | après 1925 | Béhérec              |                      | |
| 1931                                     | 1947       | Joseph Auréart       | Radical, puis SFIO   | Agriculteur. |
|                                          |            |                      |                      | |
| 1977                                     | 1989       | Raymond Hubert       |                      | Directeur commercial chez Gervais Danone. Frère de Louis Hubert, maire de Guémené-sur-Scorff entre 1966 et 1983. |
| juin 1995                                | mars 2001  | Fernand Kerijaouen   | Apparenté socialiste | |
| mars 2001                                | mars 2014  | Jean-Michel Le Cunff |                      | |
| mars 2014 Réélu en 2020                  | En cours   | Jean-Charles Lohé    |                      | |
| Les données manquantes sont à compléter. |            |                      |                      | |

## Démographie
L'évolution du nombre d'habitants est connue à travers les recensements de la population effectués dans la commune depuis 1793. Pour les communes de moins de 10 000 habitants, une enquête de recensement portant sur toute la population est réalisée tous les cinq ans, les populations de référence des années intermédiaires étant quant à elles estimées par interpolation ou extrapolation. Pour la commune, le premier recensement exhaustif entrant dans le cadre du nouveau dispositif a été réalisé en 2007.

En 2022, la commune comptait 894 habitants, en évolution de −1,32 % par rapport à 2016 (Morbihan : +3,82 %, France hors Mayotte : +2,11 %).
| 1793  | 1800  | 1806  | 1821  | 1831  | 1836  | 1841  | 1846  | 1851  |
| ----- | ----- | ----- | ----- | ----- | ----- | ----- | ----- | ----- |
| 1 261 | 1 279 | 1 265 | 1 255 | 1 401 | 1 386 | 1 390 | 1 521 | 1 442 |

| 1856  | 1861  | 1866  | 1872  | 1876  | 1881  | 1886  | 1891  | 1896  |
| ----- | ----- | ----- | ----- | ----- | ----- | ----- | ----- | ----- |
| 1 308 | 1 326 | 1 319 | 1 266 | 1 272 | 1 368 | 1 388 | 1 360 | 1 403 |

| 1901  | 1906  | 1911  | 1921  | 1926  | 1931  | 1936  | 1946  | 1954 |
| ----- | ----- | ----- | ----- | ----- | ----- | ----- | ----- | ---- |
| 1 414 | 1 359 | 1 386 | 1 340 | 1 317 | 1 228 | 1 139 | 1 155 | 949  |

| 1962 | 1968 | 1975 | 1982 | 1990 | 1999 | 2006 | 2007 | 2012 |
| ---- | ---- | ---- | ---- | ---- | ---- | ---- | ---- | ---- |
| 871  | 800  | 812  | 934  | 936  | 886  | 834  | 827  | 896  |

| 2017 | 2022 | - | - | - | - | - | - | - |
| ---- | ---- | - | - | - | - | - | - | - |
| 904  | 894  | - | - | - | - | - | - | - |

## Monuments

### Fontaine de Longueville
La fontaine de Longueville est une fontaine monumentale située dans le hameau éponyme.

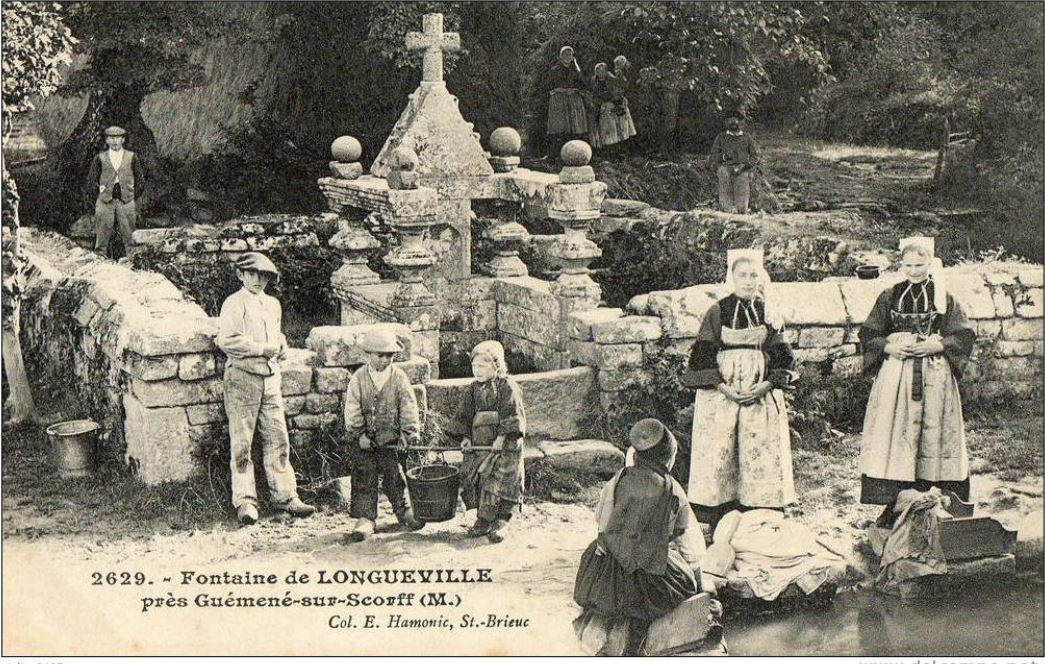
La fontaine vers 1900 (carte postale animée).
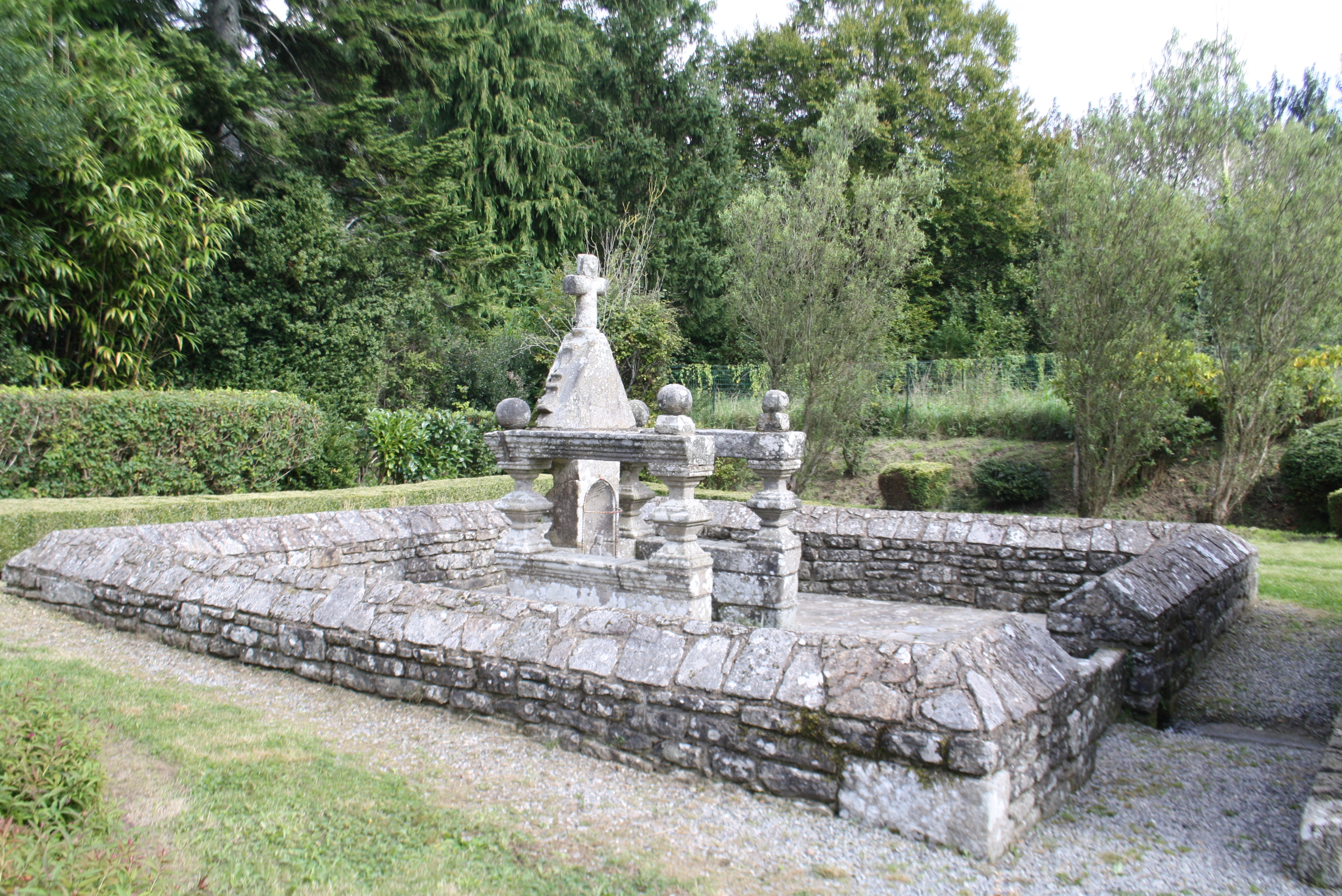
La fontaine de Longueville.

### Château de Menoray
Le château de Menoray date du XVIIe siècle, il est construit vers 1620 par Jean de Cadillac à l'emplacement d'un édifice plus ancien. Il est inscrit à l'inventaire général du patrimoine culturel.

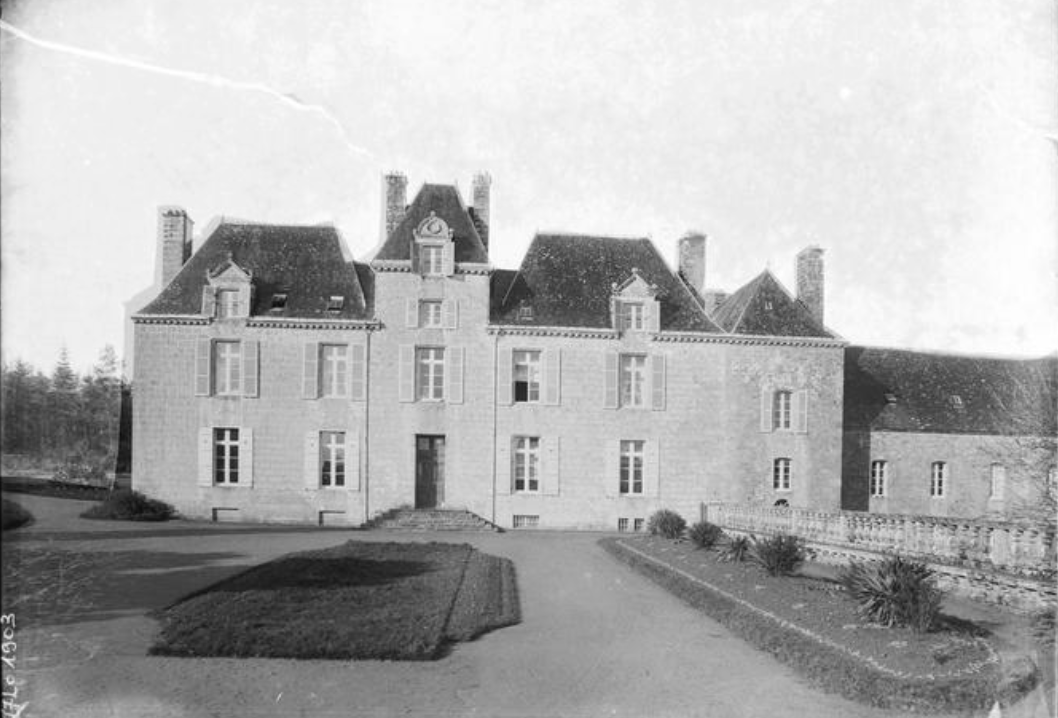
La façade principale du château de Menoray vers 1900.

### Château de Quenven
Le château de Quenven date du XVIIIe siècle, il est inscrit à l'inventaire général du patrimoine culturel.

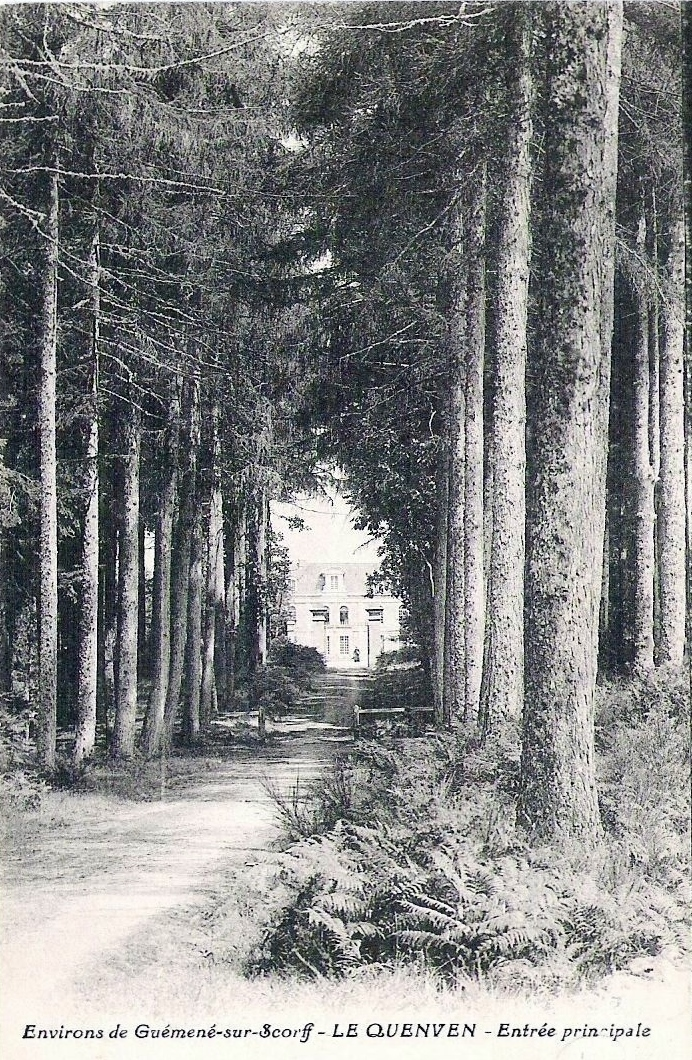
L'entrée du parc du château de Quenven, lequel est visible à l'arrière-plan (carte postale).

### Manoir de Guersallic
Le manoir de Guersallic construit au XVIIe siècle, il est inscrit à l'inventaire général du patrimoine culturel.

### Manoir de Longueville
Le manoir de Longueville construit aux XVIIe et XVIIIe siècles, il est inscrit à l'inventaire général du patrimoine culturel.

### Manoir de Toulboedo
Le manoir de Toulboedo date du début du XVe siècle, il est inscrit à l'inventaire général du patrimoine culturel.

### Église Saint-Malo
L'Église Saint-Malo est dédiée à saint Malo. Elle a été édifiée au début du XVe siècle par les vicomtes de Rohan, puissants seigneurs de Guémené.

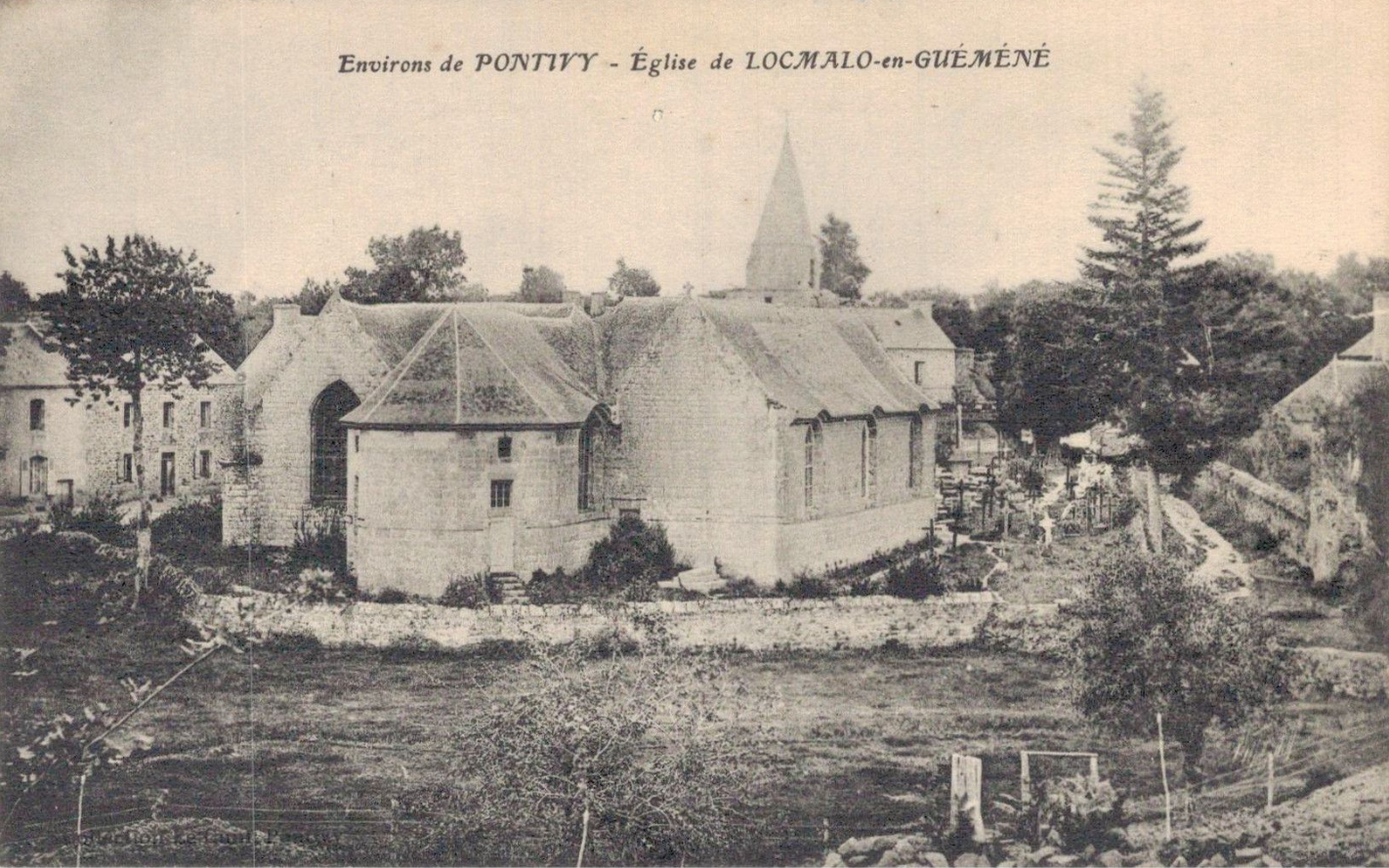
L'église entourée du cimetière au début du XXe siècle.
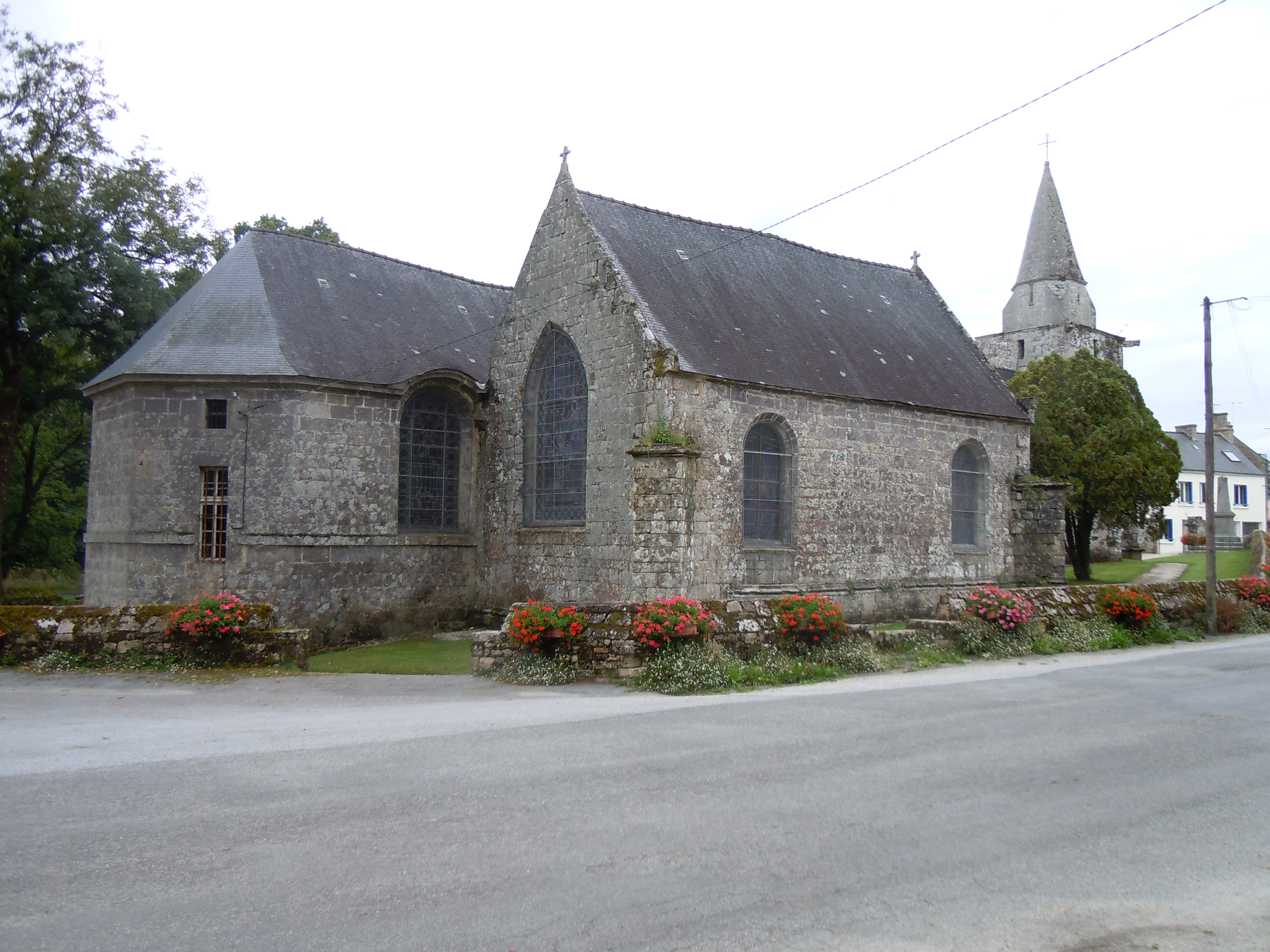
La façade nord et le chevet de l'église.
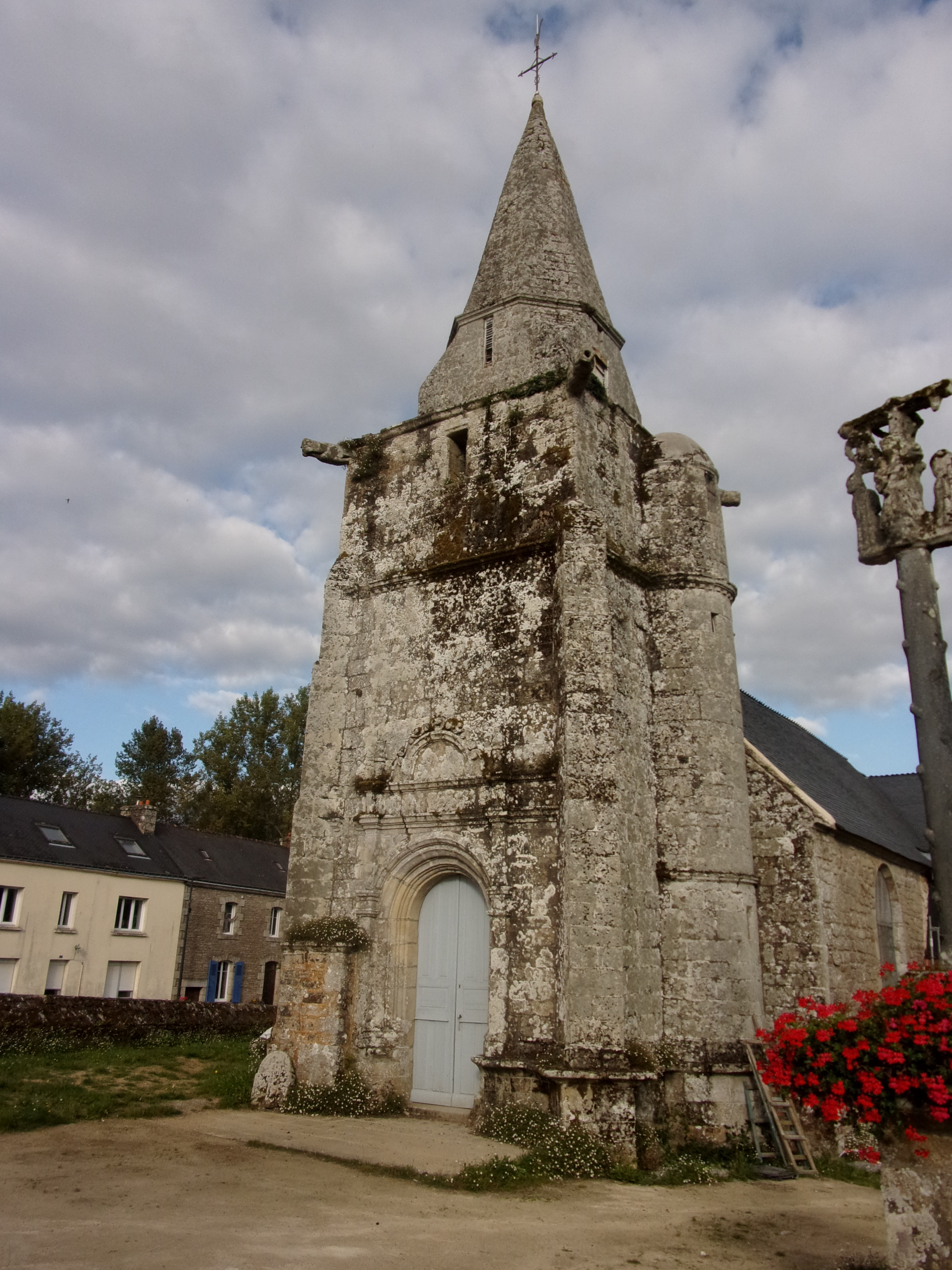
La tour-porche de l'église.

### Chapelle Saint-Eugène et oratoire Saint-Diboen
De style gothique flamboyant, la chapelle Saint-Eugène fut édifiée au XVIe siècle (clocher, façade ouest) puis remaniée en 1663 (nef, façade sud) et au XVIIIe siècle (transept). On y priait jusqu'au XVIIe siècle Saint Tugen, un saint breton invoqué pour la rage et les maux de dents. A proximité l'oratoire de Saint-Diboen a la particularité de posséder au nord une large baie qui permettait à l'assistance de suivre l'office de l'extérieur. Saint Diboen était invoqué pour les enfants chétifs lors des pardons. Une chapelle dédiée à Saint Urlo existait aussi autrefois à proximité des deux autres édifices. Elle a été détruite à la fin du XIXe siècle. Son souvenir perdure grâce à la fontaine dédiée à Saint Urlo, Saint Eugène et Saint Diboen bâtie à la fin du XIXe siècle.

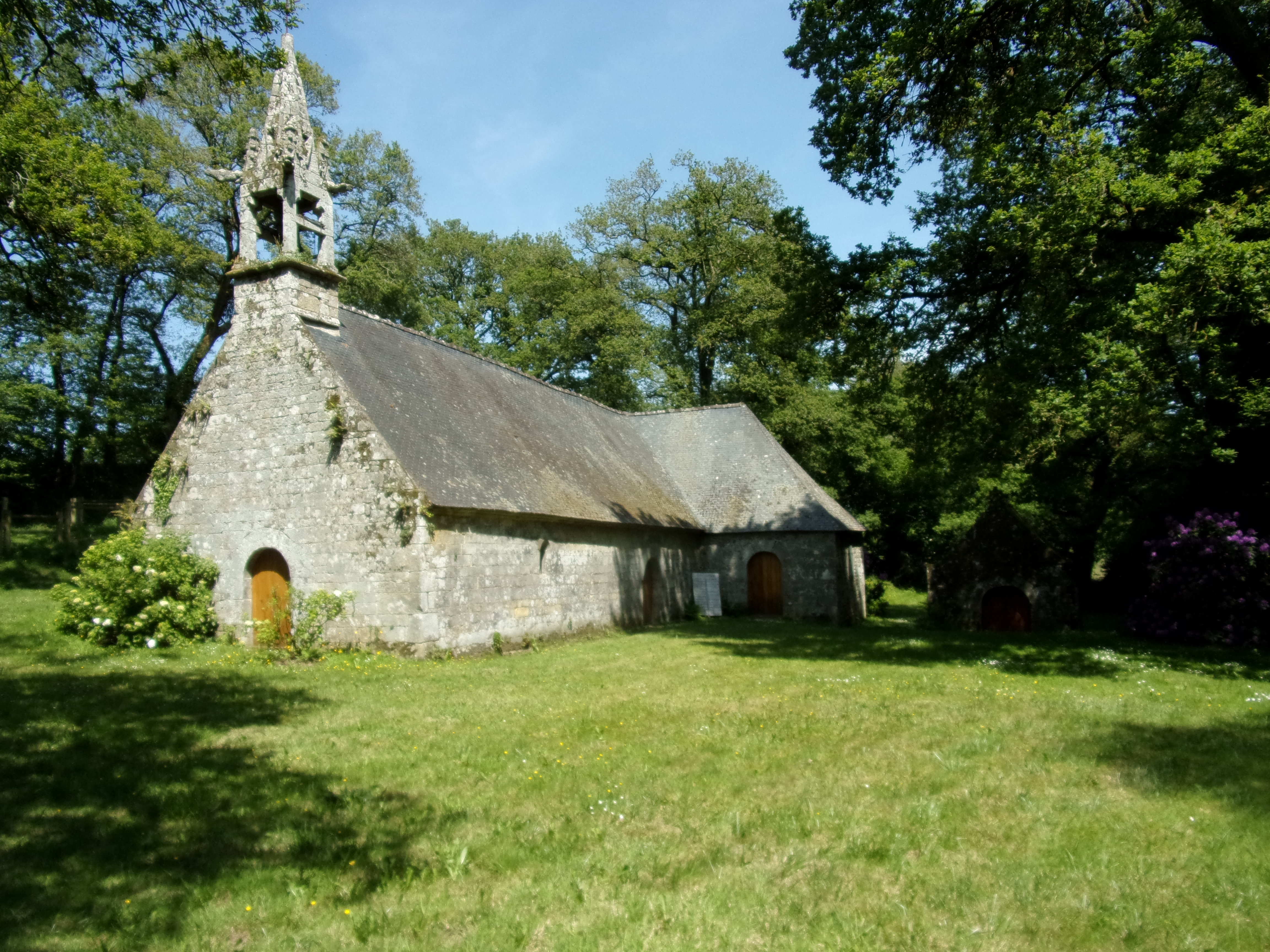
Chapelle Saint-Eugène.
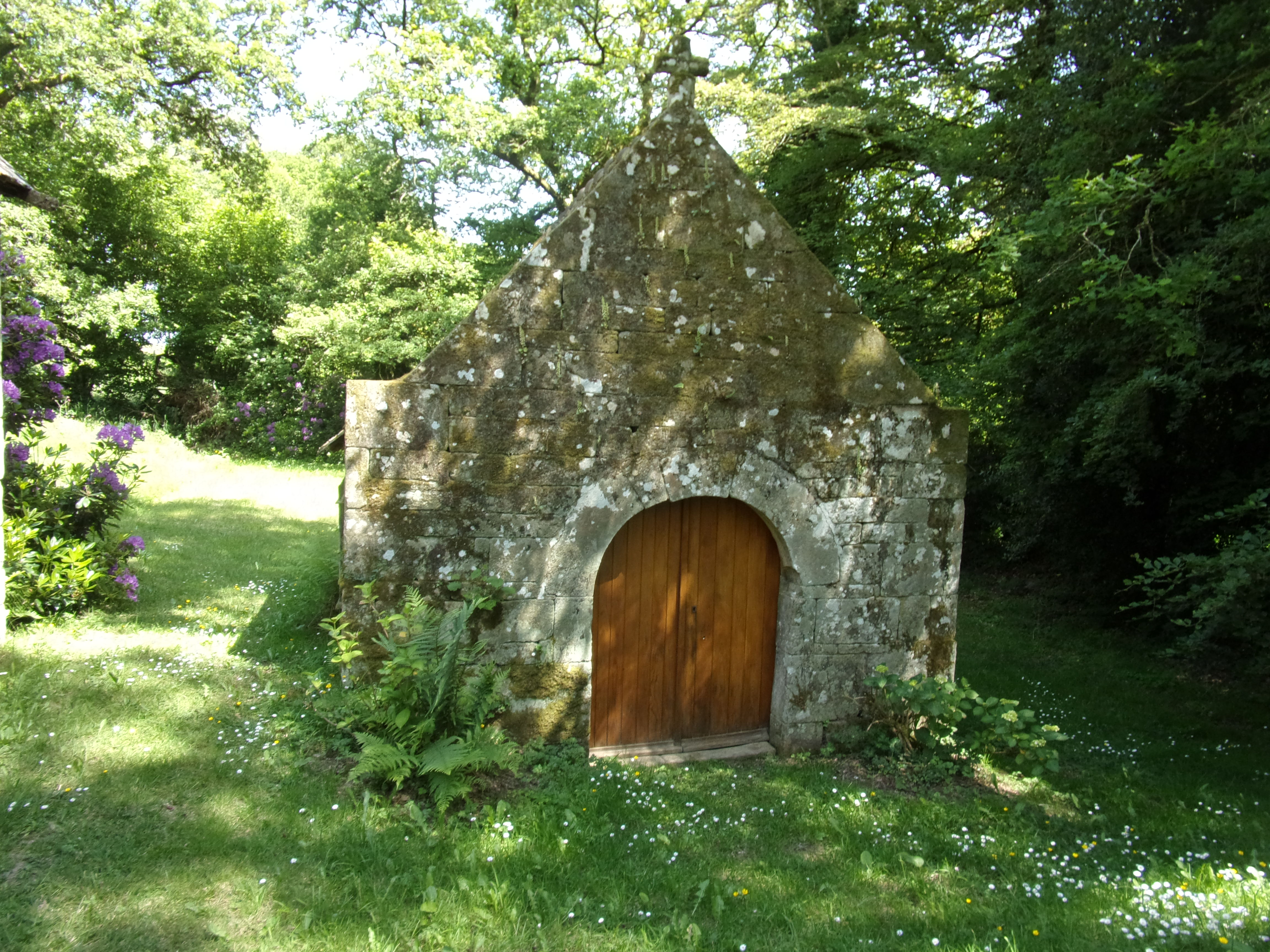
Oratoire Saint-Diboen.

### Chapelle Sainte-Christine
Bâtie une première fois en 1418 sur une commande de Charles de Rohan-Guémené, la chapelle est reconstruite par Marie de Rohan en 1527 car l'édifice a semble-t-il péri dans un incendie.
La chapelle, déjà délabrée en 1697, a été ravagée pendant la Révolution. Au XIXe siècle, elle sert de carrière, certaines pierres ont aidé à la restauration de l'église de Locmalo. En 1967, les dernières pierres sont vendues pour remettre en état le cloître de la communauté de Pontcallec. Aujourd'hui, il ne subsiste plus qu'un petit édifice composé d'un fronton triangulaire entouré de pinacles.

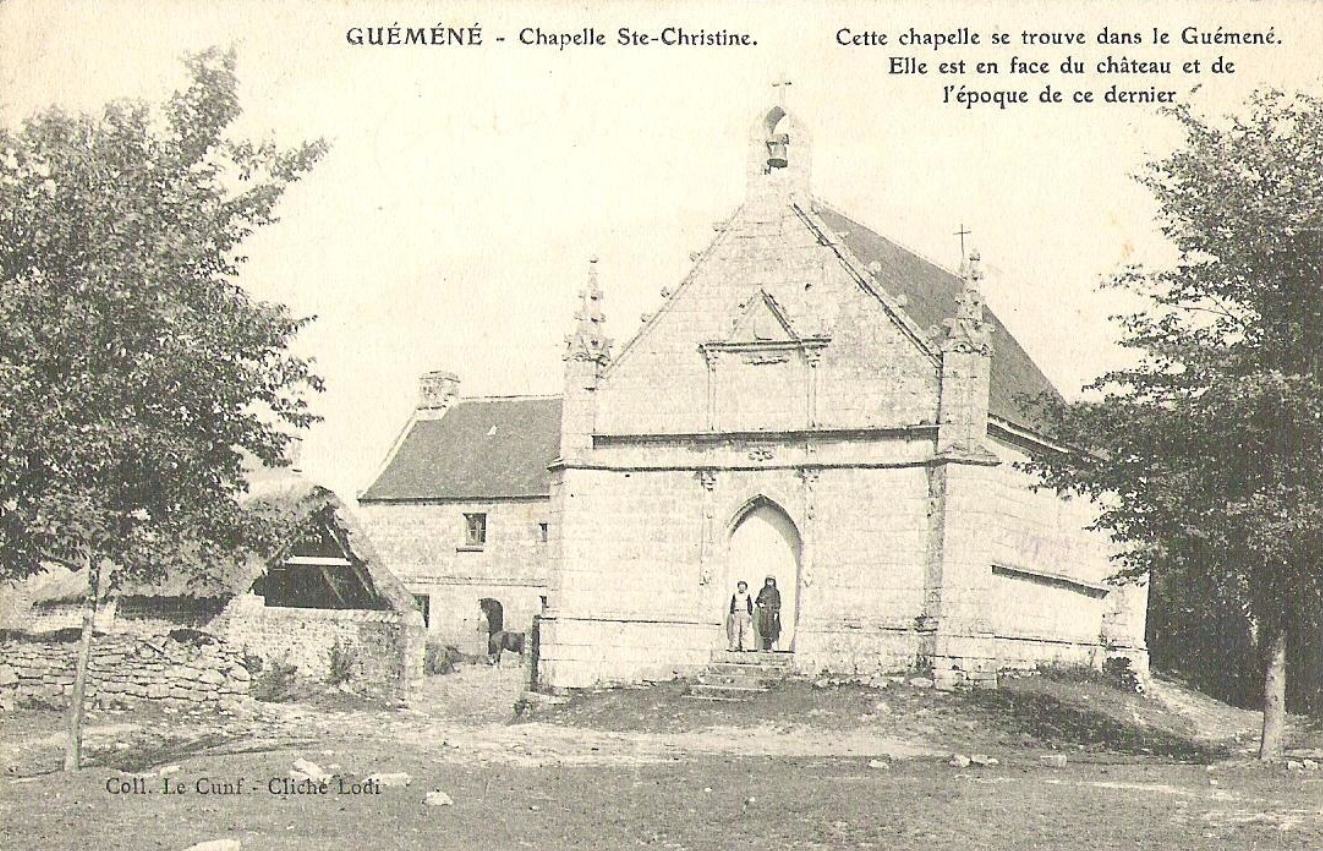
Chapelle Sainte-Christine vers 1900.
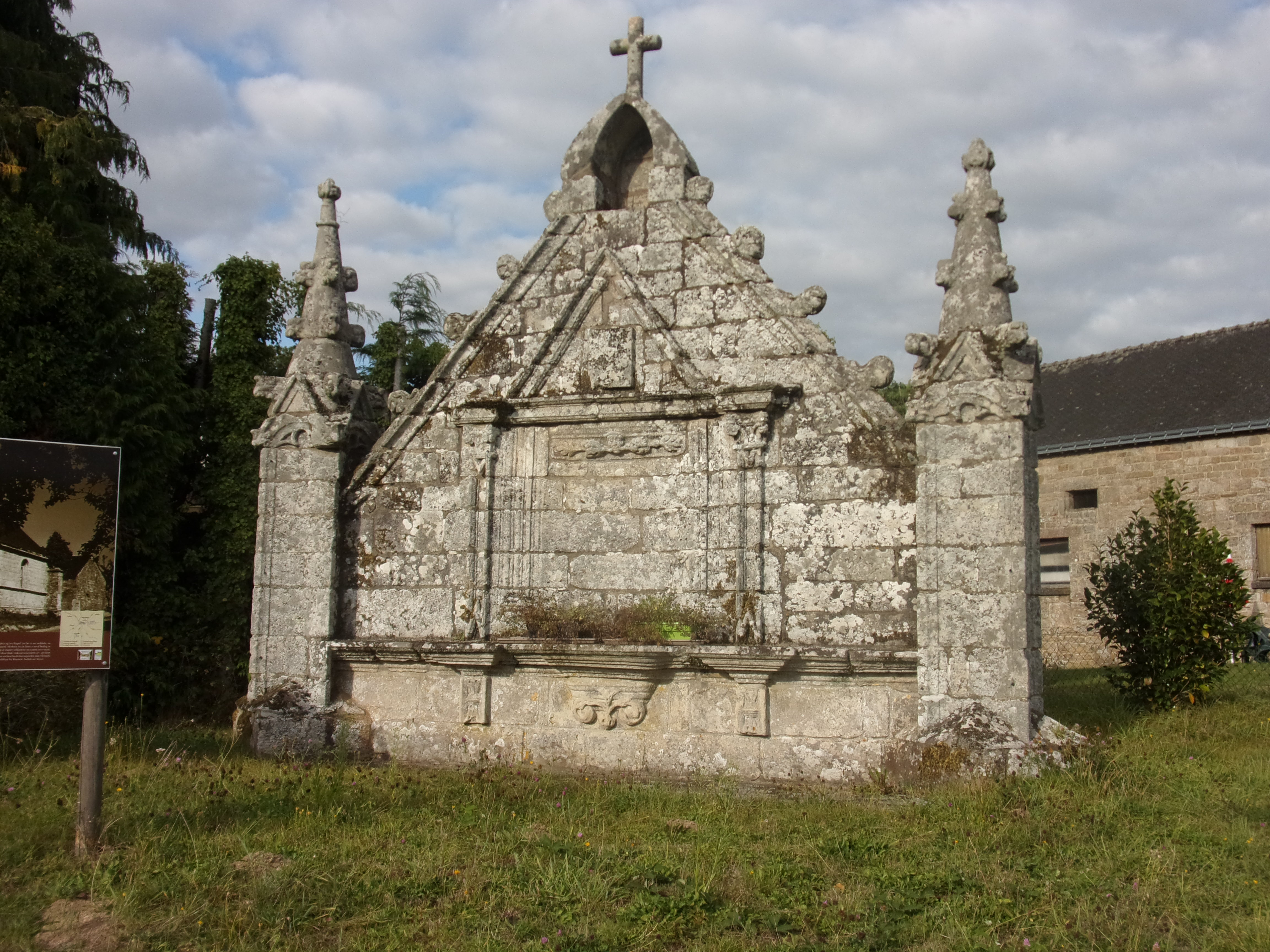
Fronton de l'ancienne chapelle Sainte-Christine.

### Chapelle Notre-Dame-de-Grâce
La chapelle Notre-Dame-de-Grâce est typique des édifices construits vers 1500 : décors flamboyants des ouvertures, contreforts en biais, bancs en pierre et campanile accessible par un escalier sur le rampant. Elle fut peu modifiée si ce n'est l'ajout d'une sacristie au sud-est. La nef est séparée du transept dallé par un arc en diaphragme tiers-point. L'ensemble des statues datent du XVIe siècle. L'édifice est réputé pour ses éléments de charpentes sculptées : abouts de poinçon décorés, entraits à engoulants et surtout sablières. Dix thèmes évoquant les péchés capitaux, sont sculptées : sirènes, singes grimaçants, licornes affrontées, dragons enlacés, lions et léopards.
En contrebas de la chapelle se trouve une fontaine à mur-pignon triangulaire et un lavoir.

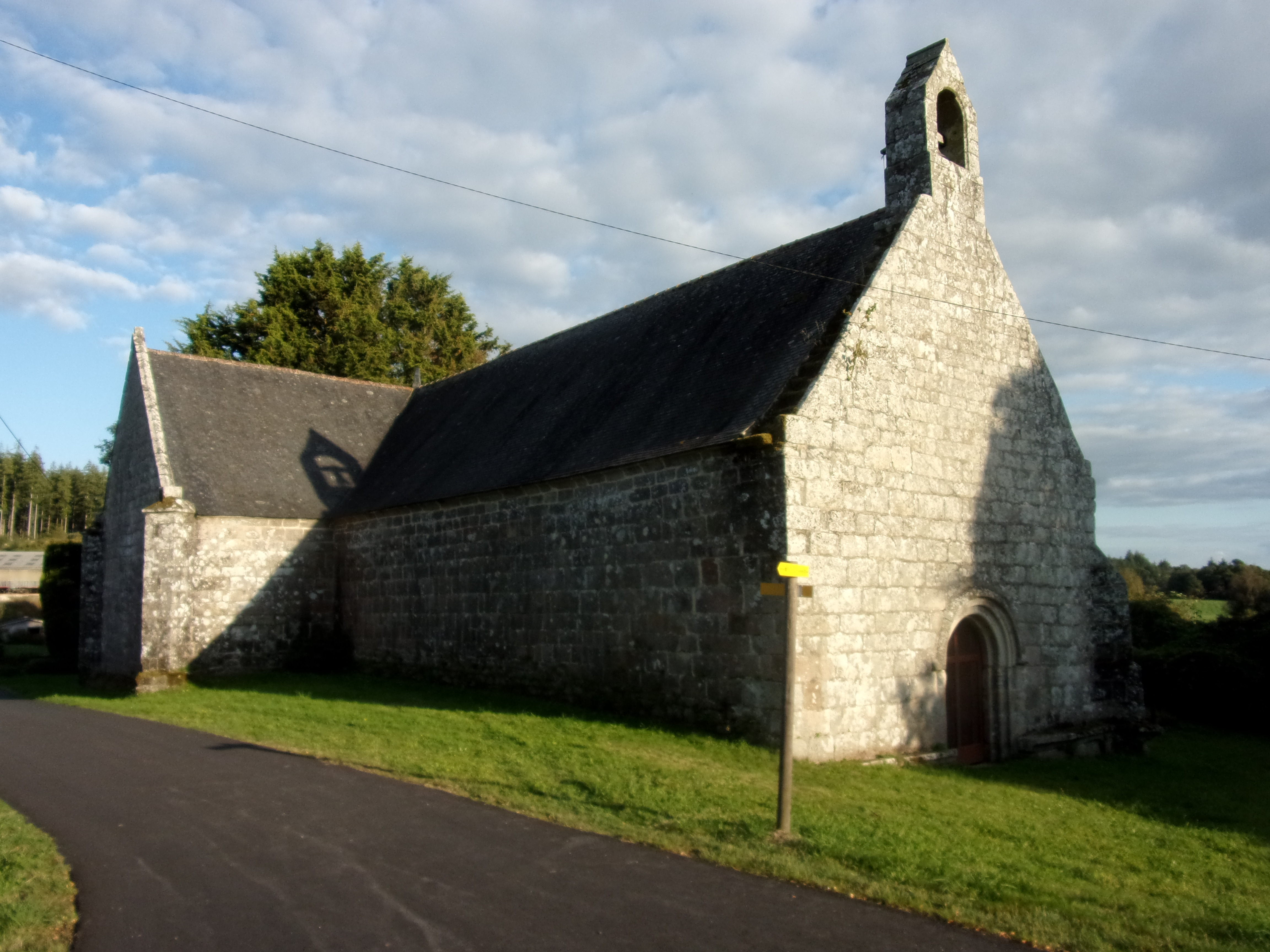
Façade nord de la chapelle Notre-Dame-de-Grâce.
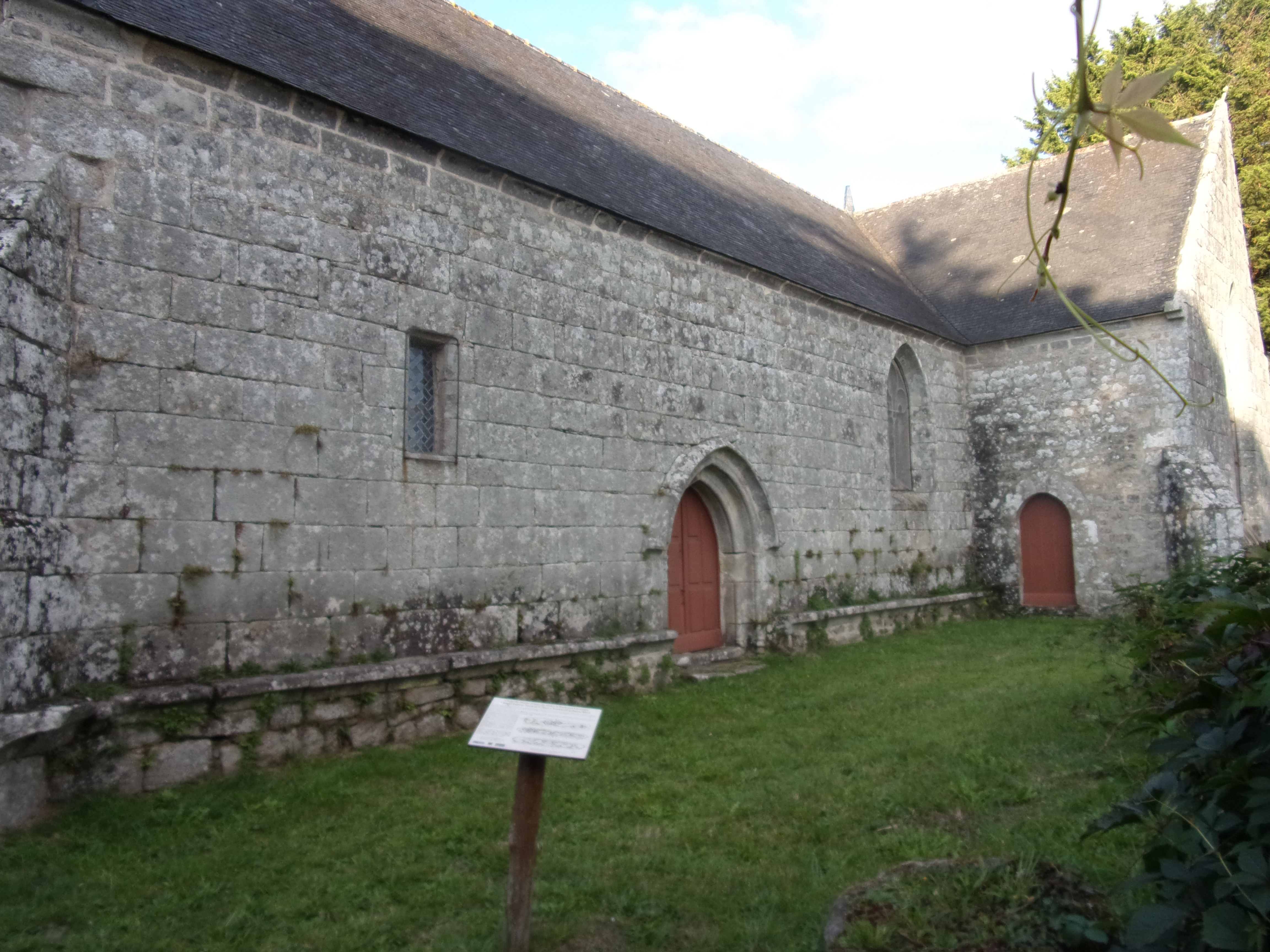
Façade sud de la chapelle Notre-Dame-de-Grâce.

### Autres monuments
- la croix de cimetière.

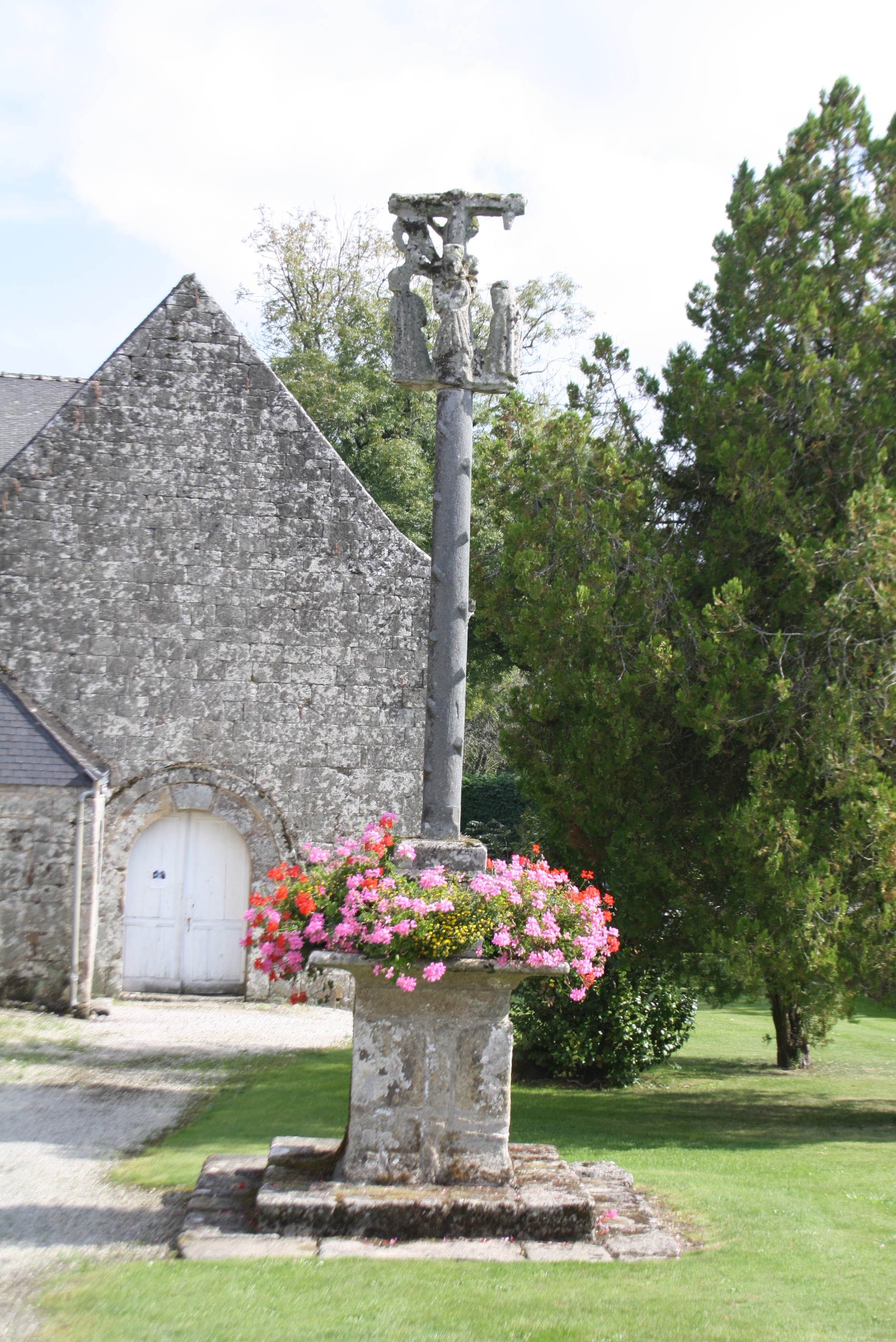
La croix de cimetière de Locmalo : vue d'ensemble.
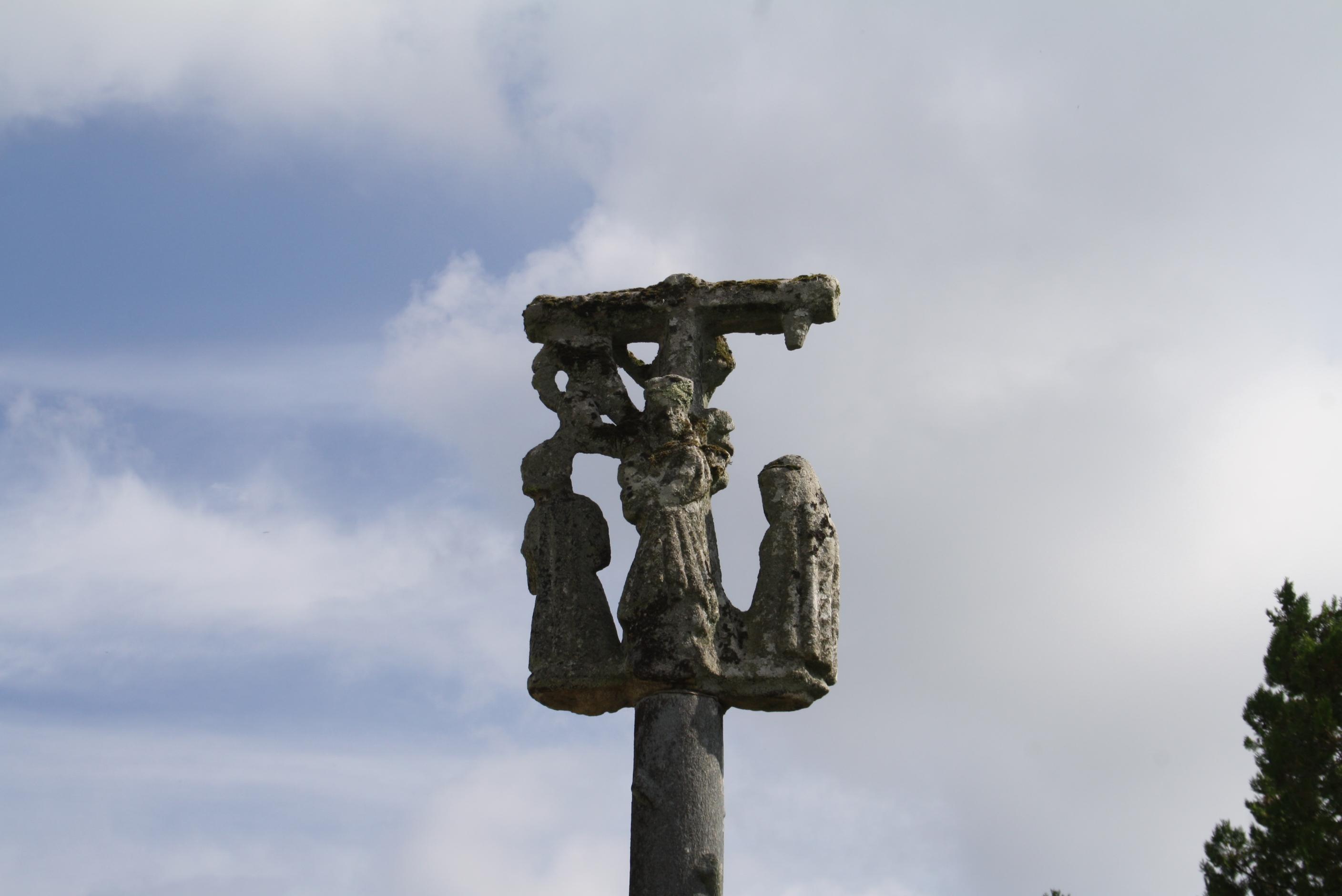
La croix de cimetière de Locmalo : partie sommitale.

## Personnalités liées à la commune
- Laurent Bourdelas, écrivain vivant en Limousin, publie en 2009, aux Éditions Gros Textes (06), un livre intitulé Locmalo, inspiré par ses fréquents séjours en Bretagne. L'un de ses fils se prénomme d'ailleurs Malo.
- Arnaud Le Lan, footballeur professionnel au FC Lorient.
- Guenael Le Maux, ancien footballeur professionnel à l'AJ Auxerre.